# Киров
Ки́ров (до 5 декабря 1934 года — Вя́тка, с 1457 по 1780 год также Хлы́нов) — город в России, административный центр Кировской области. Вместе с подчинёнными населёнными пунктами образует одноимённый городской округ.
Расположен на реке Вятке, в 896 км к северо-востоку от Москвы.
Население города — ↗475 871 чел. (2025 год), а городского округа — 493 691 чел. (2021 год). В Кировской агломерации население оценивается в районе 750 тысяч человек.
Исторический, культурный, промышленный и научный центр Русского севера. Родина дымковской игрушки. Город трудовой доблести.
Признан «Столицей рассветов». «Новогодняя столица России» в 2024—2025 годах.

## История названия
Краеведы считают, что первоначальное название города производно от гидронима Вятка. После того, как в устье реки Хлыновица (предположительно от русского «хлынуть») была построена крепость под названием Хлынов, весь город стал называться Хлынов, хотя наряду с этим продолжало употребляться и название Вятка. В 1780 году Хлынов был официально переименован в Вятку. В декабре 1934 года, после убийства советского партийного деятеля С. М. Кирова, уроженца города Уржум Вятской губернии, Вятка была переименована в Киров. Подробнее о названиях города см. статью История Кирова.
Город находится в области с небольшим представительством коренных народов России, но за ним исторически закрепились названия в других языках. На марийском он называется Ильна или Ильна-Ола (мар. ола — «город»). В удмуртском языке его называют Ватка́ и Кылно. По-татарски название Кирова звучит как Колын.

## История

### Возникновение города, Вятская республика
Согласно «Повести о стране Вятской» город был основан выходцами из Новгородской республики на Балясковом поле либо в 1181 году, либо в 1199 году. На основании археологических данных следует отнести возникновение города к середине-концу XIII века. Время постройки догородского сельского поселения можно отнести к концу XII-началу XIII веков, что подтверждает данные «Повести», однако требует дополнительных аргументов.
Вятка являлась частью Никулицынской общины (волости), которая со временем слилась с Котельнической и, возможно, Пижемской, в единое образование Вятская земля, именуемое также Вятской республикой. Город Вятка являлся столицей этого образования.
При Василии Васильевиче Тёмном в устье речки Хлыновица строится деревянный Хлыновский кремль. Поселение было переведено под защиту крепостных валов и, вероятно, тогда же было переименовано в Хлынов.
До конца XV века Вятская земля была самоуправляемой территорией. В качестве главного органа управления действовало народное вече. Наиболее влиятельной группой феодального класса являлись бояре, за ними следовали купцы и духовенство. Остальные вятчане представляли свободное общинное население и состояли из крестьян и ремесленников.
В результате похода Даниила Щени в 1489 году Вятская республика оказалась завоёвана и присоединена к Русскому государству.

### Царская Россия
В XVII веке военное значение Хлынова сменилось торговым: на Семёновскую ярмарку сюда съезжались купцы из Сибири, Урала, Поморья и иных областей. В 1657 году была образована Вятская епархия. Именно здесь создавались вятские летописи. Кремль был полностью перестроен в правление Алексея Михайловича. При его сыне Петре было налажено мануфактурное производство.
В ходе городской и губернской реформ Екатерины II (1780) за городом было закреплено название Вятка. Он был объявлен центром Вятского наместничества, в 1796 году переименованного в Вятскую губернию.
В 1784 году указом Екатерины II был утверждён новый регулярный план губернского города Вятка, подразумевающий создание квартальной сетки. Эта планировка сохраняется по сей день.
Город служил одним из мест политической ссылки: именно в качестве ссыльных здесь оказались А. И. Герцен, А. Л. Витберг, Ф. Ф. Павленков.

В 1898 году начались работы по Пермско-Котласской железнодорожной линии (первой на Вятке) прошёл первый поезд, а в 1906 году было открыто прямое железнодорожное сообщение с Санкт-Петербургом. 

Вятка в начале XX века (фото С. Лобовикова)
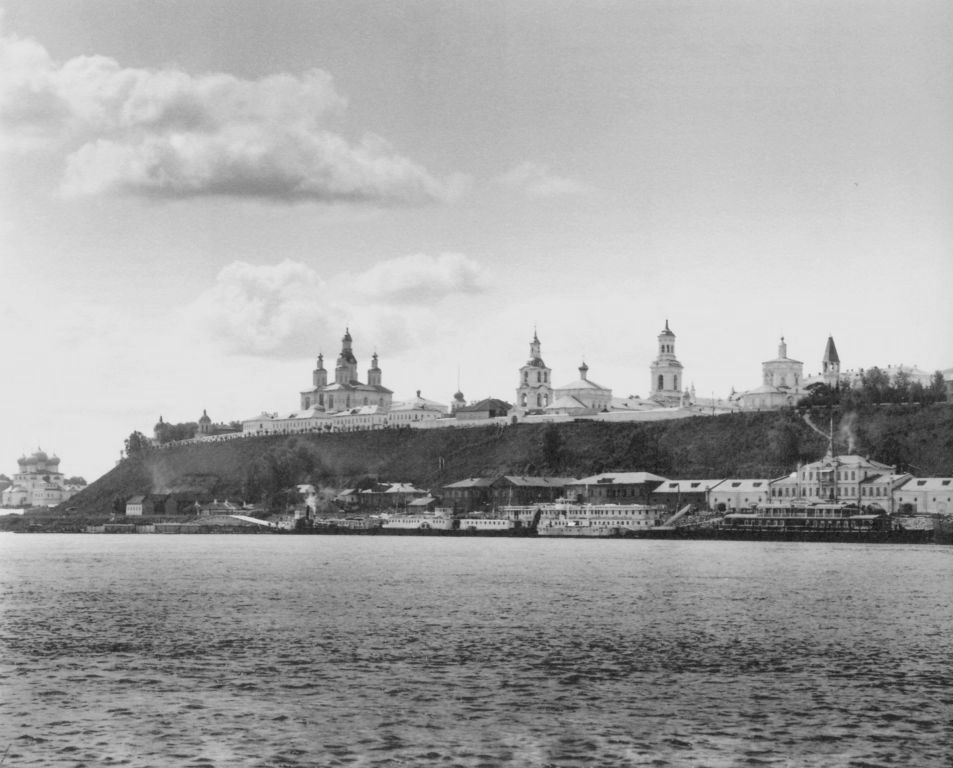
Вид на городскую пристань и ансамбль центральной площади
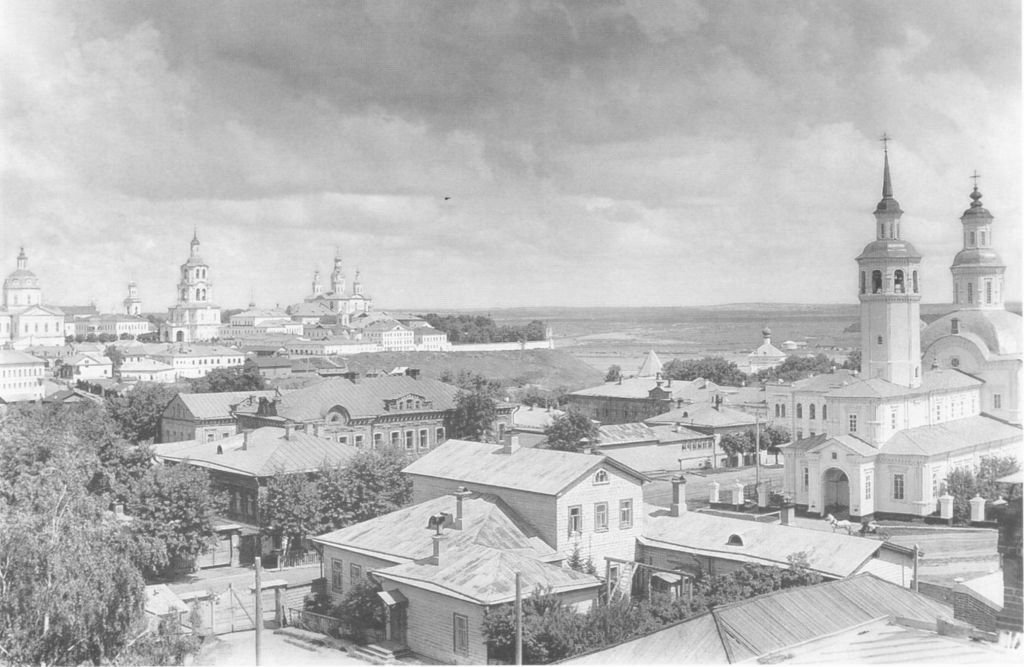
Обзорный вид. Северо-Восточная часть Вятки
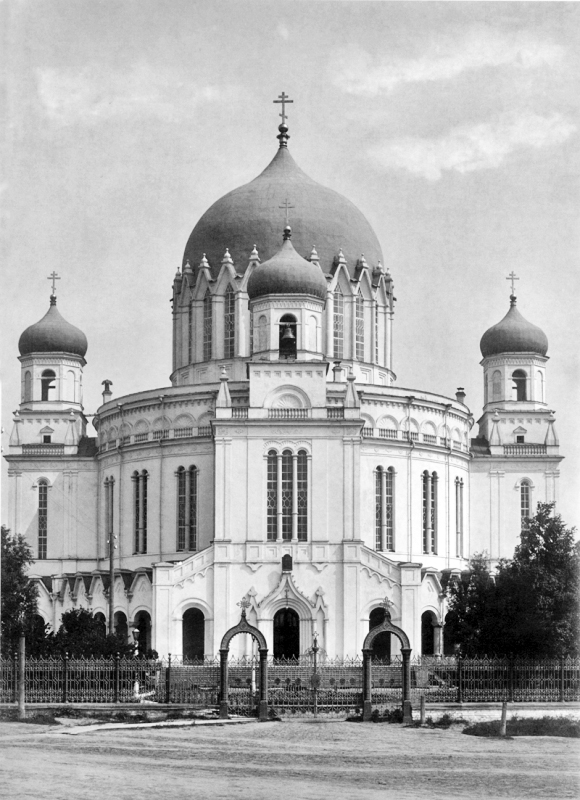
Александро-Невский собор
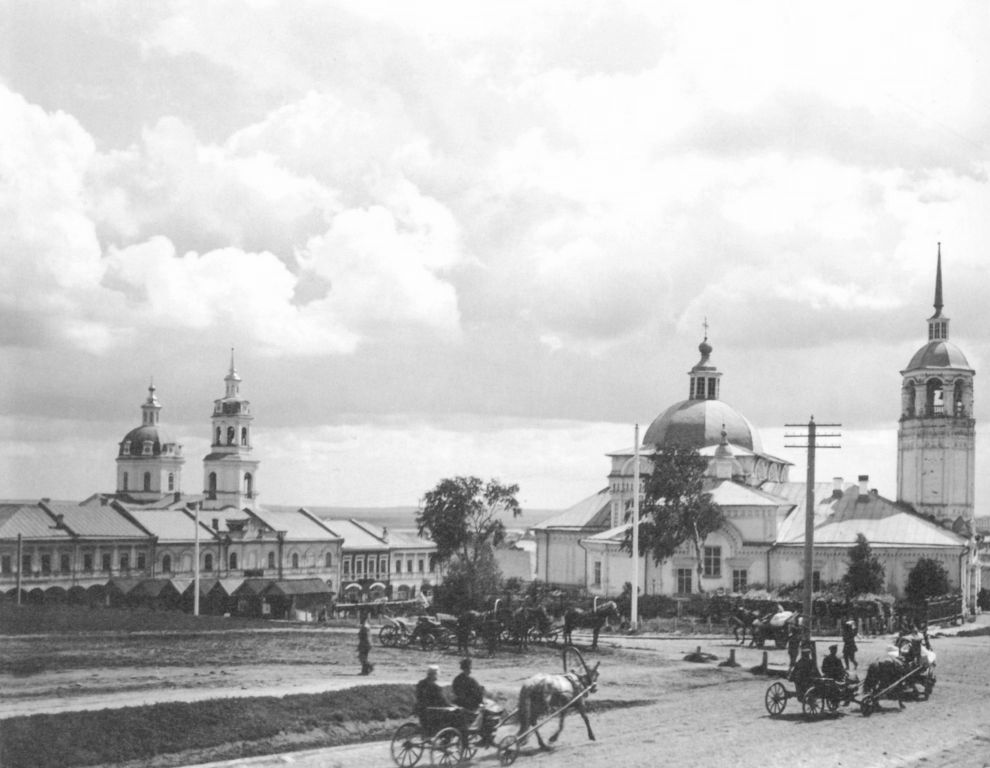
Вид на Хлебную площадь
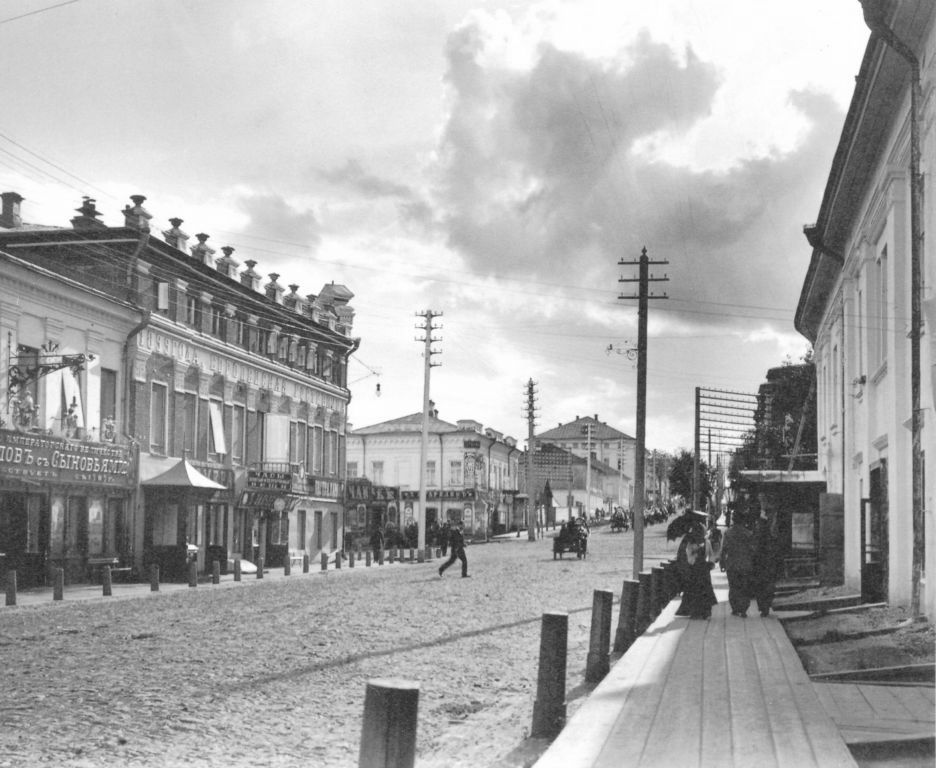
Вид на Спасскую улицу

### Советский период
Большевики же до конца осени 1917 года не имели в городе ни широкой известности, ни большого влияния. Прибывшие отряды солдат и матросов вместе с местными красногвардейцами сыграли решающую роль в захвате власти большевиками, произошедшем далеко не сразу.

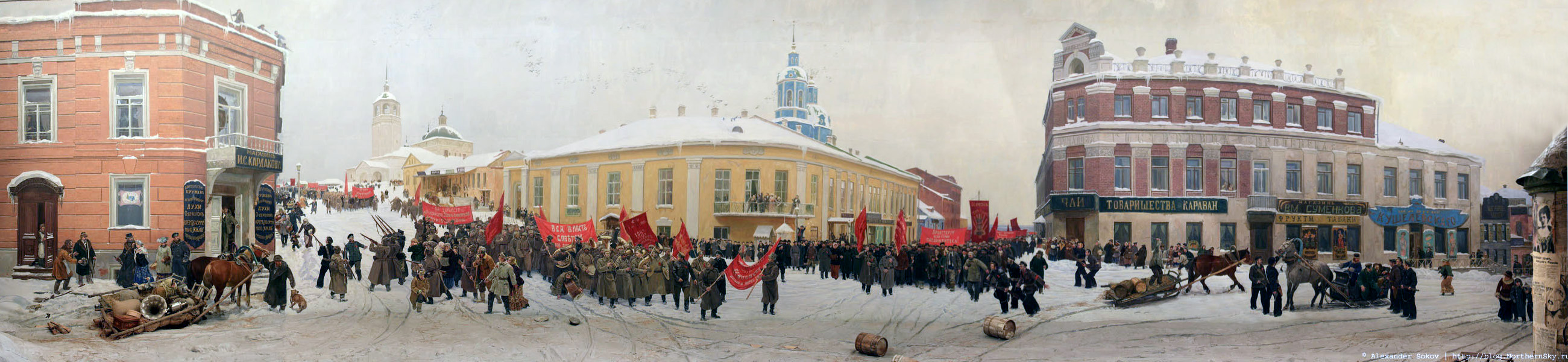
Декабрь 1917 года в Вятке, демонстрация большевиков

В годы первой пятилетки промышленный потенциал Вятки значительно возрос: были созданы и реконструированы заводы и комбинаты, начала работу первая городская ТЭЦ.

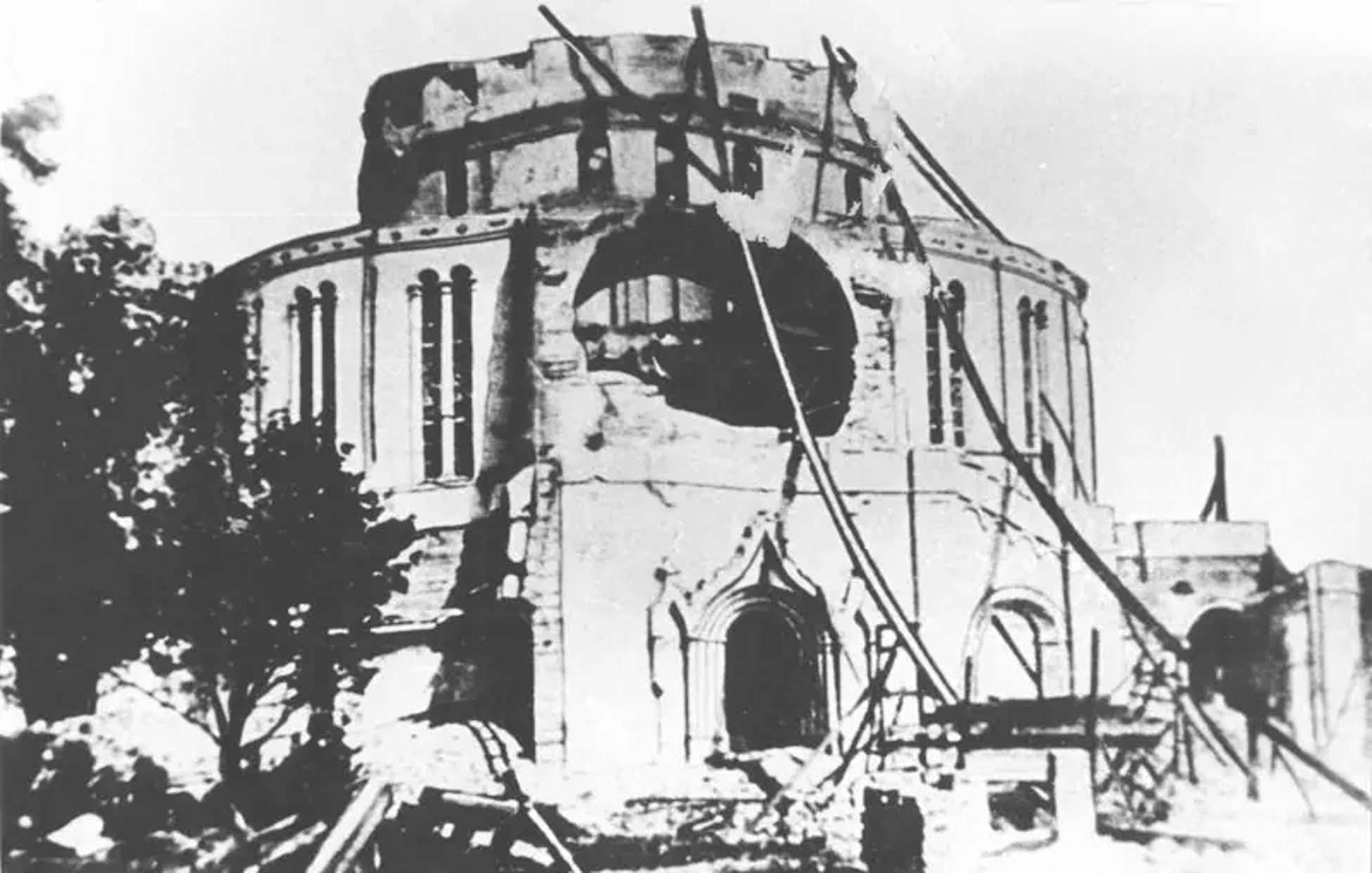
Разрушение Александро-Невского собора (1937)

В 1930-е начинается уничтожение храмовой городской архитектуры. Почти полностью утрачен ансамбль городского кремля. В 1931 уничтожен кафедральный Свято-Троицкий собор, в 1937 взорван Александро-Невский. Многим храмам удалось уцелеть, но они перестраивались под другие, не религиозные нужды. Так, Спасский собор, Трифонов монастырь и Соборная мечеть лишились своих башен. В будущем облик этих зданий будет восстановлен.
После убийства в 1934 году С. М. Кирова (уроженца Уржума Вятской губернии) город Вятка был переименован в его честь.
Во время Великой Отечественной войны за счёт эвакуации из Москвы и Ленинграда машиностроительных заводов была в основном сформирована промышленность Кирова (современные заводы Лепсе, «Маяк», «Авитек», «Сельмаш» и др.).
В послевоенные годы вступили в строй новые промышленные и сельскохозяйственные предприятия, началось активное освоение и массовое жилищное строительство в западной и южной частях города.
25 мая 1968 года произошло одно из самых опасных происшествий в истории города — взрыв на стадионе «Трудовые резервы». На стадионе должно было пройти массовое выступление с участием актёров театра, школьников и студентов. По официальным данным, 35 человек погибли, 82 получили ранения, из них 72 — тяжёлые ожоги. Очевидцы трагедии утверждают, что погибших было гораздо больше. Материалы следствия до сих пор засекречены.
В 1974 году город был награждён Орденом Трудового Красного Знамени — за большие успехи достигнутые трудящимися города в хозяйственном и культурном строительстве, и в связи с 600-летием со дня основания.
В 1989 году к Кирову был присоединён город Нововятск.

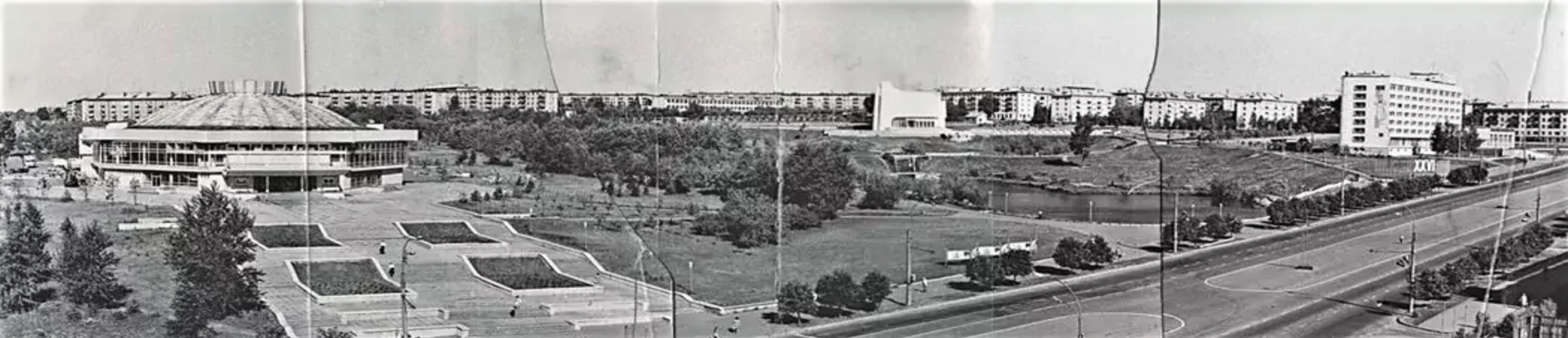
Вид на Центральный парк, новые микрорайоны (1981)

### Современный этап

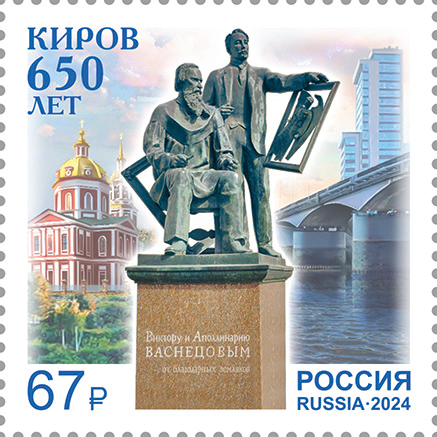
Почтовая марка. 650 лет г. Кирову

На протяжении всего новейшего периода истории России ведутся дискуссии по поводу возвращения городу исторического наименования «Вятка». Тем не менее, на данный момент город носит советское название.
Начиная с 2010-х годов город стал активно позиционировать себя как площадка для проведения различных форумов и фестивалей. В частности в городе стал проводиться международный фестиваль короткометражного кино «Золотой телёнок», всероссийский урбанистический «Urban Forum», площадки Информационного центра по атомной энергетике.
В 2024 году было проведено широкое празднование 650-летия со дня основания Кирова. В рамках подготовки к юбилею отреставрированы фасады сотен зданий, добавлена архитектурная подсветка, реконструирован центральный парк, модернизирован аэропорт и автовокзал. Часть реставрационных работ подверглась критике из-за низкого качества используемых материалов и нарушения технологий. Юбилей был отмечен 12 июня (день города) и 22 сентября (день основания города). Были организованы культурно-массовые мероприятия, выставки и фестивали, проведена кампания по привлечению туристов из Москвы и Петербурга. Городу был присвоен бренд «Столица рассветов».
В июле 2025 года решением Роспатента город получил статус родины Ивана-царевича и зарегистрированный знак «3D Вятское царство». Использование обоих знаков бизнесменами возможно на безвозмездной основе для продвижения продукции по согласованию с властями. Инициатива была реализована в рамках национального проекта «Туризм и индустрия гостеприимства».

## Физико-географическая характеристика

### Географическое положение
Киров расположен в центральной части Кировской области в долине реки Вятки, в среднем её течении, на северо-востоке Европейской части России, на Русской равнине, в зоне таёжных лесов, в поясе полесий и ополий.
Входит в Приволжский федеральный округ.
Расстояние до ближайших крупных городов: Казани — 409 км, Перми — 471 км, Нижнего Новгорода — 563 км, Уфы — 734 км, Самары — 770 км.
| С-З | Северодвинск ~ 1162 км, Архангельск ~ 1212 км, Санкт-Петербург ~ 1501 км | Сыктывкар ~ 427 км, Котлас ~ 527 км, Ухта ~ 729 км         | Слободской ~ 40 км, Кирс ~ 192 км,                                      | С-В |
| З   | Кострома ~ 616 км, Ярославль ~ 690 км, Вологда ~ 802 км                  | Роза ветров                                                | Кирово-Чепецк ~ 39 км, Глазов ~ 234 км, Пермь ~ 496 км.                 | В   |
| Ю-З | Йошкар-Ола ~ 310 км                                                      | Вятские Поляны ~ 331 км, Казань ~ 409 км, Самара ~ 765 км, | Ижевск ~ 393 км, Уфа ~ 735 км, Екатеринбург ~ 847 км Оренбург ~ 1020 км | Ю-В |

Киров находится в часовой зоне МСК (московское время). Смещение применяемого времени относительно UTC составляет +3:00.
В соответствии с применяемым временем и географической долготой средний солнечный полдень в Кирове наступает в 11:41.

### Рельеф
Город расположен в месте рассечения Верхнекамской возвышенности долиной реки Вятки. Основная часть городской территории располагается на левом крутом берегу Вятки, в Средневятской (Кировской) низменности, на семи крупных холмах. Заречная часть располагается на правом пологом берегу, в северной части Вятского Увала.

### Водные ресурсы

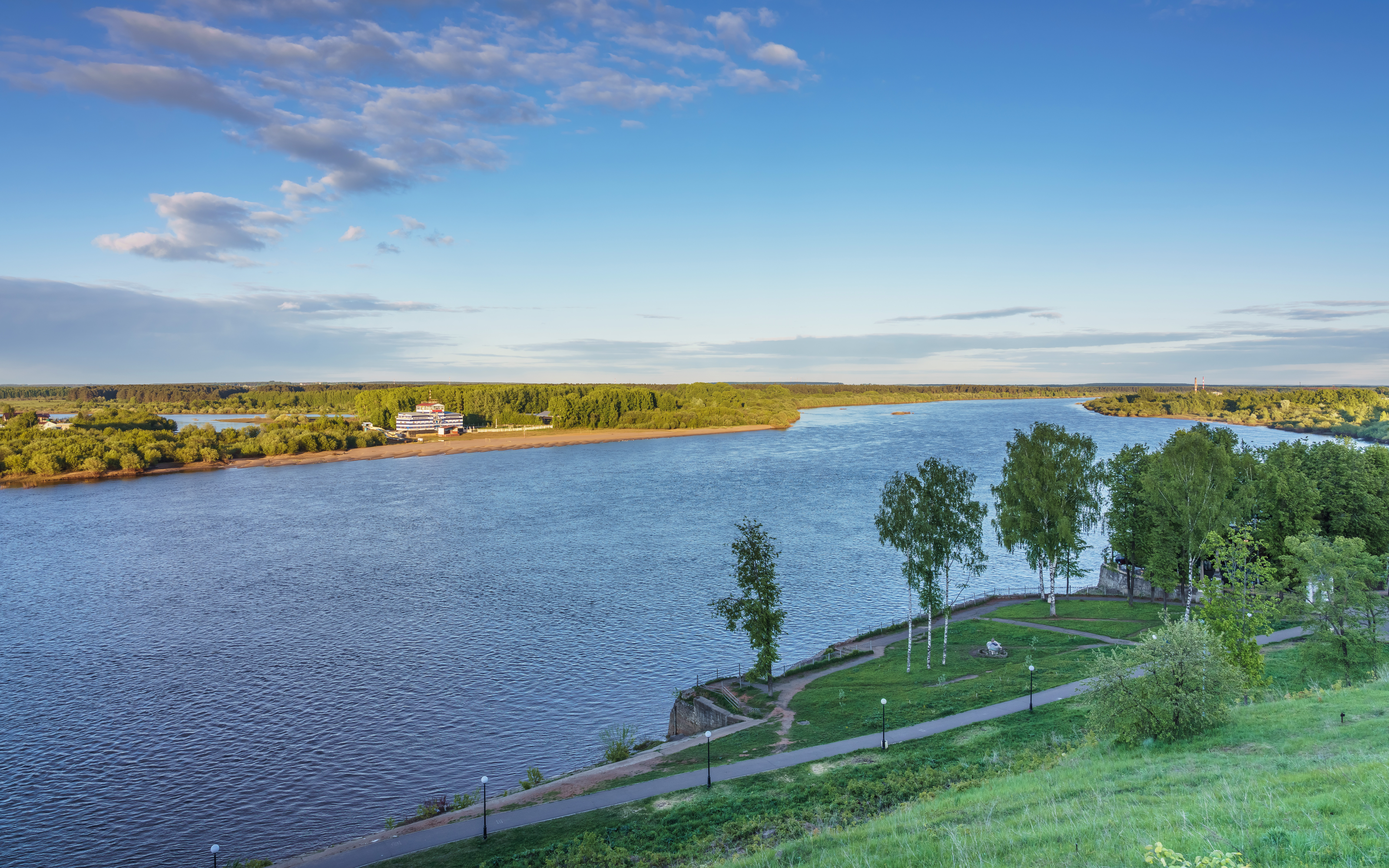
Река Вятка в Кирове

Основная водная артерия города — река Вятка. Она разделяет город на основную и заречную части в промежутке от южной границы Нововятского района до Филейской горы, далее она служит северо-восточной и северной границей городского округа. В Кирове Вятка течёт с юго-востока в северо-западном направлении.
Наиболее крупными притоками Вятки, протекающими в Кирове, являются реки Быстрица, Чахловица, Хлыновка. Быстрица образует западную границу городского округа, Чахловица делит его на западную и восточную половины. Хлыновка протекает в городской черте Кирова, пересекает с юга на север Нововятский, Ленинский, Первомайский районы города.

### Растительность
Территория Кирова входит в Камско-Печорско-Западноуральскую подпровинцию Уральско-Западносибирской провинции Европейской таёжной хвойнолесной области. Срединная часть Кировской области, включая территорию самого города Киров, расположена в подзоне южной тайги.
Пихтово-еловые и сосновые леса, ранее распространённые на территории современного города, ныне сильно сократились из-за хозяйственной деятельности. Значительная часть территории занята сельхозугодьями.
На территории города расположены особо охраняемые природные территории: Ботанический сад, Заречный парк и Дендропарк лесоводов. Также в число особо охраняемых природных территорий входит вся зелёная зона Кирова.

### Климат
Территория Кирова относится к континентальному климату умеренного пояса, с преобладанием воздушных масс континентального климата умеренных широт. Из-за близости к Северному Ледовитому океану и отсутствия барьеров для проникновения полярных воздушных масс возможны вторжения холодного воздуха, порождающие сильные морозы зимой и заморозки, резкие похолодания — летом. Из-за большого количества промышленных предприятий и жилых строений температура в городе в среднем на 1—3 С° выше окрестностей.
| Показатель                    | Янв.  | Фев.  | Март  | Апр.  | Май   | Июнь | Июль | Авг. | Сен. | Окт.  | Нояб. | Дек.  | Год   |
| ----------------------------- | ----- | ----- | ----- | ----- | ----- | ---- | ---- | ---- | ---- | ----- | ----- | ----- | ----- |
| Абсолютный максимум, °C       | 3,8   | 6,0   | 13,9  | 27,3  | 34,2  | 36,9 | 36,6 | 35,9 | 30,1 | 22,6  | 11,0  | 7,0   | 36,9  |
| Средний суточный максимум, °C | −8,4  | −6,8  | 0,1   | 9,1   | 17,9  | 22,0 | 24,4 | 21,1 | 14,7 | 6,2   | −2    | −6,7  | 7,6   |
| Средняя температура, °C       | −11,5 | −10,5 | −4    | 4,1   | 11,9  | 16,4 | 18,9 | 15,9 | 10,2 | 3,2   | −4,3  | −9,4  | 3,4   |
| Средний суточный минимум, °C  | −14,5 | −13,9 | −7,7  | −0,2  | 6,5   | 11,4 | 13,8 | 11,6 | 6,7  | 0,8   | −6,5  | −12,2 | −0,4  |
| Абсолютный минимум, °C        | −53,4 | −40,5 | −33,8 | −21,2 | −10,5 | −2,4 | 2,7  | −0,1 | −8,3 | −23,2 | −39,8 | −45,2 | −53,4 |
| Норма осадков, мм             | 51    | 37    | 42    | 39    | 54    | 81   | 82   | 73   | 56   | 69    | 57    | 57    | 697   |
| Источник: Погода и климат     |       |       |       |       |       |      |      |      |      |       |       |       |       |

### Экологическое состояние
В Кирове, как в любом другом крупном промышленном центре, существует проблема загрязнения окружающей среды. Основные экологические проблемы города связаны с высокой концентрацией крупных промышленных объектов, транспортных потоков, большой плотностью населения и инфраструктуры.

## Население
| 1590     | 1615     | 1678     | 1722     | 1796     | 1804     | 1811     | 1840     | 1845     | 1856     | 1863     | 1884     |
| -------- | -------- | -------- | -------- | -------- | -------- | -------- | -------- | -------- | -------- | -------- | -------- |
| 1000     | ↗1500    | ↗2000    | ↗2276    | ↗3300    | ↗5121    | ↘4200    | ↗11 000  | ↘10 000  | ↗15 500  | ↘14 700  | ↗24 258  |
| 1897     | 1913     | 1914     | 1917     | 1920     | 1923     | 1925     | 1926     | 1931     | 1933     | 1937     | 1939     |
| ↗25 000  | ↗46 400  | ↗47 000  | ↗48 700  | ↘42 756  | ↗53 243  | ↗59 705  | ↗61 223  | ↗73 534  | ↗85 600  | ↗129 621 | ↗143 558 |
| 1956     | 1959     | 1962     | 1967     | 1968     | 1970     | 1973     | 1975     | 1976     | 1979     | 1982     | 1985     |
| ↗211 000 | ↗252 416 | ↗277 000 | ↗309 000 | ↗314 600 | ↗332 503 | ↗357 000 | ↗408 000 | →408 000 | ↘389 533 | ↗400 000 | ↗454 000 |
| 1986     | 1987     | 1989     | 1990     | 1991     | 1992     | 1993     | 1994     | 1995     | 1996     | 1997     | 1998     |
| ↗455 000 | ↘421 000 | ↗440 240 | ↗458 000 | ↗491 000 | ↗493 000 | ↘491 000 | →491 000 | ↘464 000 | →464 000 | ↗465 000 | →465 000 |
| 1999     | 2000     | 2001     | 2002     | 2003     | 2004     | 2005     | 2006     | 2007     | 2008     | 2009     | 2010     |
| ↗466 100 | ↗466 200 | ↗466 300 | ↘457 578 | ↗457 600 | ↘451 900 | ↘448 500 | ↗468 500 | ↘466 269 | ↘464 554 | ↘464 069 | ↗473 695 |
| 2011     | 2012     | 2013     | 2014     | 2015     | 2016     | 2017     | 2018     | 2019     | 2020     | 2021     | 2023     |
| ↗474 053 | ↗478 012 | ↗483 176 | ↗487 138 | ↗493 336 | ↗496 986 | ↗501 468 | ↗507 155 | ↗512 954 | ↗518 348 | ↘468 212 | ↗471 754 |
| 2024     | 2025     |          |          |          |          |          |          |          |          |          |          |
| ↗475 464 | ↗475 871 |          |          |          |          |          |          |          |          |          |          |

На 1 января 2025 года по численности населения город находился на 41-м месте из 1124 городов Российской Федерации.
По данным администрации, в половом соотношении преобладает женское население: 56 %. В национальном составе преобладают русские, составляющие 96,6 % населения (по данным Всероссийская перепись населения 2010 года). Трудоспособное население составляет 310,6 тысяч человек (63 % от всего населения), 23,2 тысячи заняты в труде в более старшем возрасте. Всего в экономике занято 237,9 тысяч человек (79 % от трудовых ресурсов города).

## Административное деление
Город Киров делится на 4 городских района: Ленинский, Октябрьский, Первомайский и Нововятский. 134 сельских населённых пункта, входящих в городской округ города Кирова, подчинены этим районам города. Город находится в восточной, прибрежной части городского округа. В его западной части расположена сельская территория. В сельской территории располагаются два анклава городской черты — микрорайоны Лянгасово и Победилово.

Районы в пределах городской черты:
Ленинский район
Нововятский район
Октябрьский район
Первомайский район

Современные границы города были установлены в 1989 году, в связи с включением города Нововятска в состав Кирова, как одного из районов.

## Органы власти

### Городские
Структуру органов местного самоуправления городского округа составляют:
- Кировская городская Дума — представительный орган городского округа;
- Глава города Кирова — председатель Кировской городской думы;
- Администрация города Кирова — исполнительно-распорядительный орган городского округа;
- Контрольно-счётная палата города Кирова — контрольно-счётный орган городского округа.

Согласно уставу Кирова, высшим должностным лицом муниципального образования является глава города Кирова. Избирается городской Думой из числа её депутатов. Глава города был наделён представительскими полномочиями и полномочиями по организации деятельности и руководству деятельностью городской думы.
Основными полномочиями по руководству и организации городской деятельности наделён глава Администрации города Кирова.

### Областные
В городе расположены областные органы государственной власти: Законодательное собрание, Правительство, Областной суд, Арбитражный суд, главный федеральный инспектор по Кировской области аппарата Полномочного представителя президента Российской Федерации в Приволжском федеральном округе, территориальные управления федеральных органов власти, областная Контрольно-счётная палата.
Законодательное собрание Кировской области и Правительство области занимают Дом Советов на Театральной площади.

### Федеральные
В городе действует Второй арбитражный апелляционный суд, чья юрисдикция распространяется на арбитражные суды Ивановской области, Кировской области, Республики Коми, Костромской области и Ярославской области.

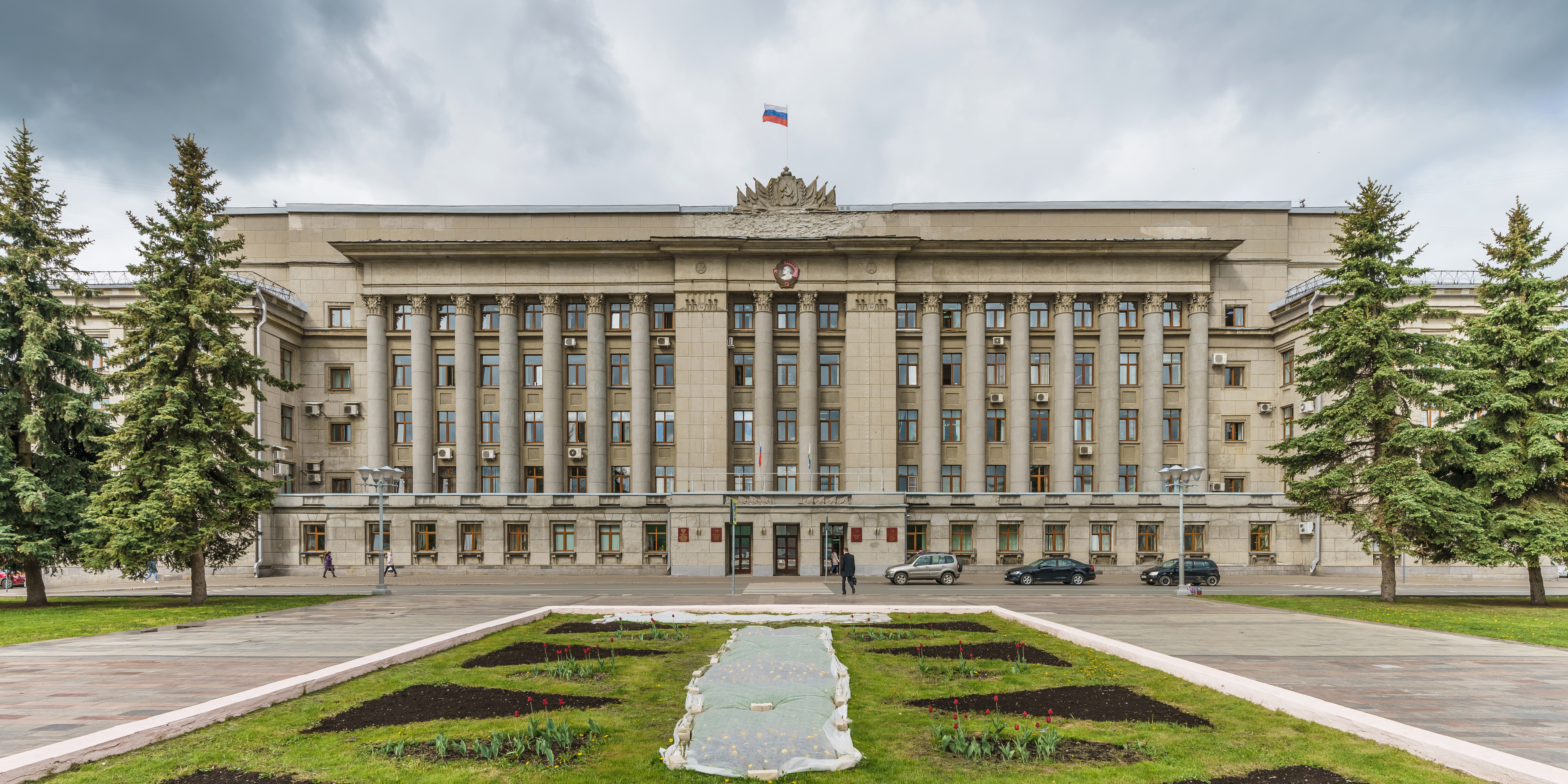
Здание Правительства и Законодательного собрания Кировской области)
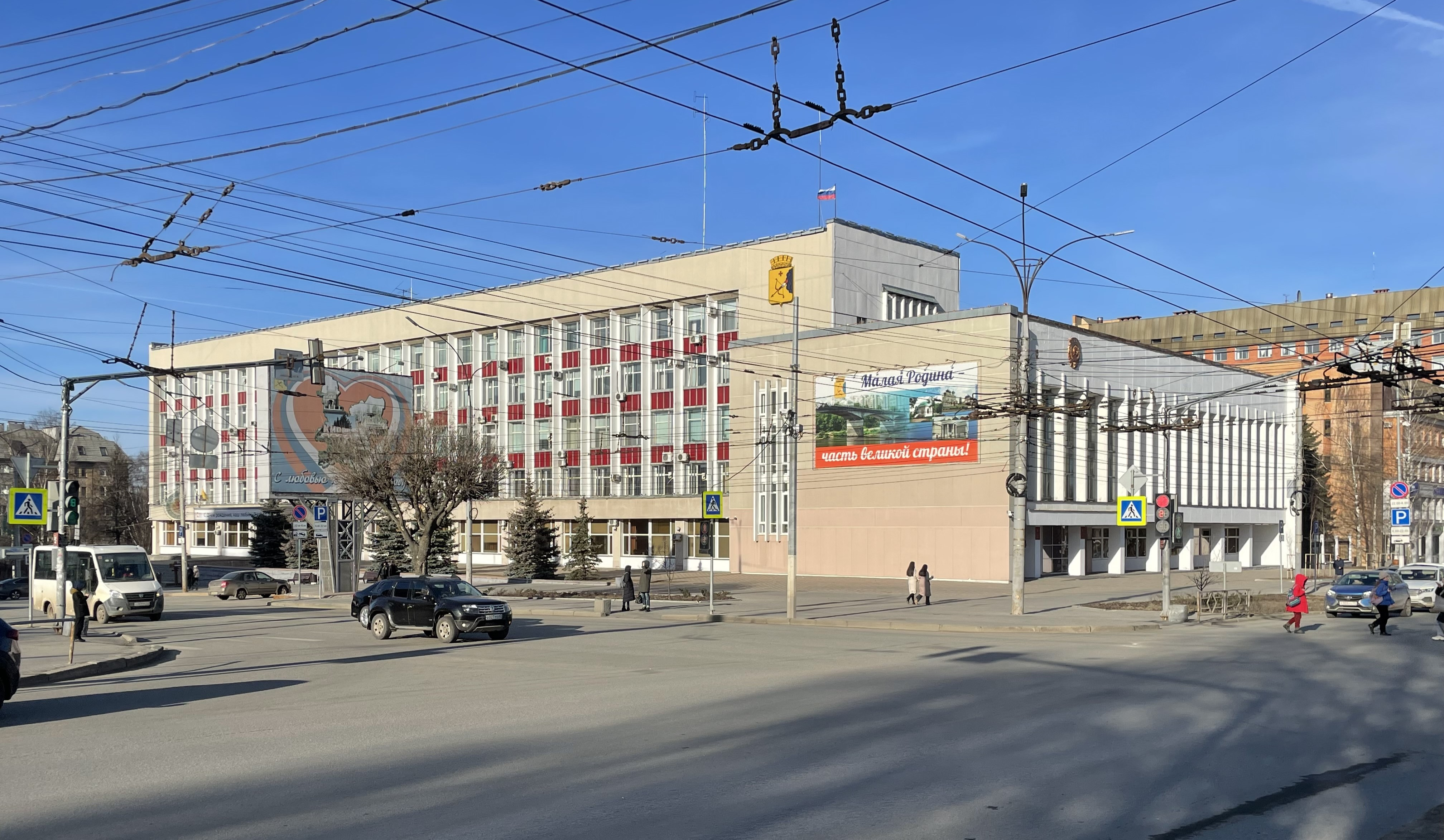
Здание Кировской городской думы и Администрации города
Областной суд Кировской области

## Символика
В соответствии с уставом Киров имеет три официальных символа: герб города, флаг и гимн.

### Герб

Герб Кирова

Геральдический знак Вятского края — лук с наложенной на него стрелой — достоверно известен с 1497 года. При Иване IV Грозном знак был помещён на большую государеву печать.
Герб Вятки был создан герольдмейстером Александром Волковым на основе уже имевшегося вятского герба. Утверждение герба императрицей Екатериной II состоялось 28 мая 1781 года.
Описание герба:
В золотом поле из облака выходящая рука, держащая натянутый лук со стрелою, а над ней в верхней части щита крест красный
В 2008 году герб был реконструирован Евгением Дроговым и Галиной Поздняковой, после решением Кировской городской Думы утверждён как символ города Кирова, а затем Геральдическим советом при Президенте РФ зарегистрирован в качестве официального символа и включён в Государственный геральдический регистр.
Официальное описание современной версии герба:
В золотом поле выходящая косвенно вниз из лазоревого (голубого) облака правая рука (десница) натурального цвета в червлёном (красном) рукаве, держащая натянутый лук со стрелой того же цвета, во главе щита — уширенный крест, также червлёный.
В геральдической традиции золотой цвет в гербе означает богатство, силу, верность, чистоту, постоянство, милосердие, смирение. Червлёный — храбрость и мужество. Лазурный — великодушие и верность, честность и безупречность. Лук со стрелой в православной традиции символизирует некрещённые, варварские народы, так как в Вятском крае живёт много неславянских народов — марийцев, удмуртов, татар. Крест был добавлен для смягчения языческой символики герба. Рука с луком, выходящая из облака, символизирует особую тактику ведения боя вятчанами — небольшими молниеносными отрядами. Золотая пятизубчатая башенная корона, увенчанная лавровой ветвью, символизирует статус Кирова как центра субъекта федерации.

### Флаг

Флаг Кирова

В 2010 году была создана рабочая группа для разработки проекта флага города Кирова. При содействии Евгения Дрогова, председателя регионального отделения союза геральдистов России, были отобраны три проекта флага, выставленные для всеобщего обсуждения и отправленные в Геральдический совет при Президенте РФ на предварительную экспертизу. После проект флага, одобренный Геральдическим советом и получивший наибольшую поддержку у населения, был утверждён Кировской городской думой.

### Гимн
В 2015 году администрацией города был объявлен конкурс на создание гимна города. Принять участие в конкурсе мог любой желающий. Всего на конкурс было представлено 50 музыкальных произведений. С 19 октября 2015 года по 15 января 2016 года на официальном сайте администрации города Кирова проходило голосование. Активное участие в определении музыкального символа города принимали студенты, работники культуры, искусствоведы, профессиональные музыканты и композиторы. Более 1200 горожан отдали своё предпочтение за понравившийся вариант.
По итогам открытого конкурса гимн на слова и музыку Прохора Протасова стал официальным музыкальным символом города Кирова.

### Знак

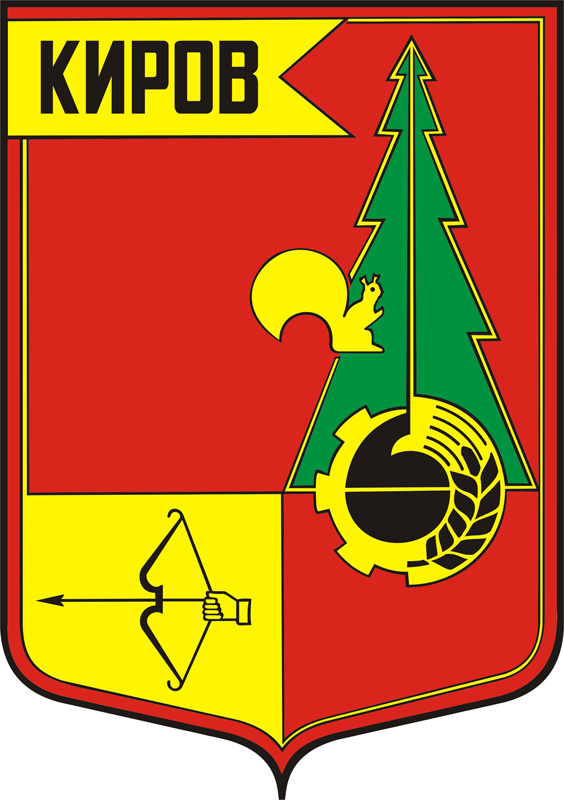
Знак Кирова, 1969 год

Использовался в советские годы в связи с наложенным в 1918 году запретом на старую символику. Разрабатывался в 1960-х годах и был принят в 1969 году.
Официальное описание:
В червлёном щите слева зелёная ель, окантованная золотом, с сидящей на ней золотой белкой, обращённой влево. Подножие ели обременено чёрной ретортой, окружённой золотой полушестернёй и колосом. В золотой вольной части внизу справа выходящая рука держит чёрные лук со стрелой. В незавершённой золотой вершине название города.
В знаке отражены основные черты Кирова как центра Кировской области: большие запасы леса, развитые сельское хозяйство и промышленность. Белка отражает статус города как меховой столицы. Выходящая рука со стрелой, как символ преемственности символики и исторического наследия города, был также изображен на знаке.

## Экономика

### Финансы и рынок труда
Среднемесячная номинальная начисленная заработная плата работников организаций в Кирове за январь — март 2022 года составила 44110 рублей и по сравнению с соответствующим периодом 2021 года увеличилась на 10,1 %.
Среднесписочная численность работников крупных и средних организаций составляет 131,4 тыс. человек. Наибольший удельный вес данных категорий работников в общей численности лиц несписочного состава отмечен в организациях, осуществляющих финансовую и страховую деятельность (28,7 %) и в сфере образования (24,6 %). Уровень регистрируемой безработицы на 1 декабря 2021 года составил 0,68 % от общего числа рабочей силы.
За 2021 год общий объём доходов областного бюджета и бюджетов муниципальных образований составил 98046,3 млн рублей или 101,9 % к годовому плану. Рост доходов к аналогичному периоду прошлого года составил 15 866,2 млн рублей или на 19,3 %.
Финансовый сектор Кирова по состоянию на середину 2022 года насчитывал примерно 27 банков, среди которых в Кирове зарегистрировано три: Норвик-банк, банк «Хлынов» и Первый Дортрансбанк.

### Промышленность
Основой экономического потенциала города Кирова является производственная сфера — обрабатывающие производства; предприятия, производящие и распределяющие электроэнергию, газ и воду; транспортные, строительные организации и предприятия связи.
В социально-экономическом развитии муниципального образования «Город Киров» одно из ведущих мест занимает промышленность. Рост промышленного производства позволяет укреплять жилищно-строительную и производственную базы муниципального образования, расширять инфраструктуру города.
Город Киров известен в России и за её пределами продукцией тяжелого машиностроения, авиа- и станкостроения, деревообрабатывающей и легкой промышленности, народных промыслов — знаменитой дымковской игрушкой, сувенирами из капокорня и бересты. Здесь производятся стиральные машины, электроплиты, мебель, лыжи, древесная плита, автошины, кожевенные и меховые изделия.
Ведущими отраслями промышленности города Кирова являются: машиностроение и металлообработка, металлургическое производство, производство резиновых и пластмассовых изделий, производство пищевых продуктов, деревообрабатывающая и целлюлозно-бумажная промышленность, электроэнергетика. Их удельный вес в объёме промышленного производства составляет 81 %.

### Крупнейшие предприятия
- ОАО «Завод „Лепсе“»
- ОАО «ВМП „Авитек“»
- ООО Спецзастройщик «Кировспецмонтаж»
- ОАО «Завод „Сельмаш“»
- АПХ «Дороничи»
- АО «Кировский молочный комбинат»
- ОАО «Кировский хладокомбинат»
- ОАО «Кировский завод „Маяк“»
- ОАО «Кировский машзавод 1 Мая»
- ОАО «Кировский шинный завод»
- ЗАО «Красный инструментальщик»
- ОАО «Кировский завод по обработке цветных металлов»
- ОАО «Веста»
- Обувная фабрика «Лель»
- ОАО «Весна»
- АО «Булочно-кондитерский комбинат»

### Торговля и услуги
Оборот розничной торговли за 3 месяца 2022 года по организациям (без субъектов малого предпринимательства), средняя численность работников которых превышает 15 человек, составил 21,8 млрд рублей, это 63,1 % областного оборота розничной торговли аналогичных организаций.
Оборот общественного питания за 3 месяца 2022 года составил 607,6 млн рублей, это 61,1 % областного оборота общественного питания аналогичных организаций.
Объём платных услуг, оказанных населению организациями в январе — марте 2022 года составил 8,5 млрд рублей, что в сопоставимых ценах на 3,4 % меньше, чем в январе — марте 2021 года. В объёме платных услуг, оказанных населению области, доля организаций областного центра составила 79,8 %.

## Транспорт

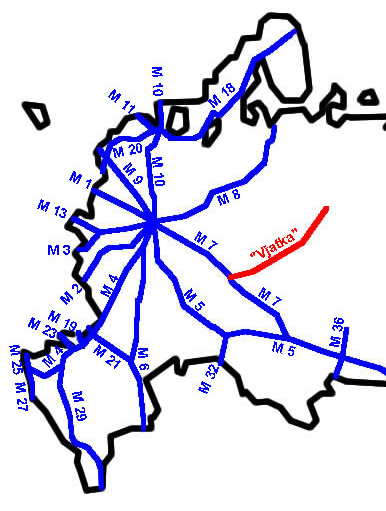
P176 «Вятка» в системе федеральных дорог России

Киров является крупным транспортным узлом. Рядом с городом проходит федеральная автомагистраль Р176 «Вятка», соединённая с Кировом подъездом, а также федеральная автодорога Р243 Кострома — Шарья — Киров — Пермь. Имеется выход на Архангельск, Великий Устюг и Вологду по федеральной автодороге А123, примыкающая к «Вятке» в 340 километрах от Кирова.
Региональная автодорога Р159 соединяет Киров с Нижним Новгородом. В городе начинаются региональные автотрассы Р166 Киров — Слободской — Белая Холуница, Р167 Киров — Цапели — Стрижи, Р168 Киров — Адышево — Нижнеивкино, Р169 Киров — Малмыж — Вятские Поляны. Ведётся строительство региональной автодороги Киров — Котлас — Архангельск.
Киров является крупным железнодорожным узлом Транссибирской железнодорожной магистрали. Через город проходят железнодорожные пути, идущие на Нижний Новгород, Москву, Вологду, Котлас, Санкт-Петербург, Пермь.

### Дорожная сеть и автомобильный транспорт
По данным Кировстата от 2018 года, в Кирове зарегистрировано 358 тыс. легковых автомобилей, 52,5 тыс. грузовых и 3,7 тыс. автобусов. Общая протяженность улично-дорожной сети Кирова составляет 1 069 километров. Протяженность улиц с твердым покрытием — 628,2 км, что составляет 59 % от общего количества. В Кирове 84 магистральных улиц общей протяженностью в 140,5 километров. В их числе — 66,8 км магистральных улиц общегородского назначения, 73,7 км магистральных улиц районного значения.
Город обладает развитой транспортной инфраструктурой. Общая протяжённость улично-дорожной сети в Кирове составляет 562 км, из них 90 км приходится на магистральные улицы общегородского значения, 58 км — районного. В городе расположено 5 многоуровневых развязок, 30 мостов и путепроводов, в том числе два моста через Вятку — Старый и Новый.

### Общественный транспорт

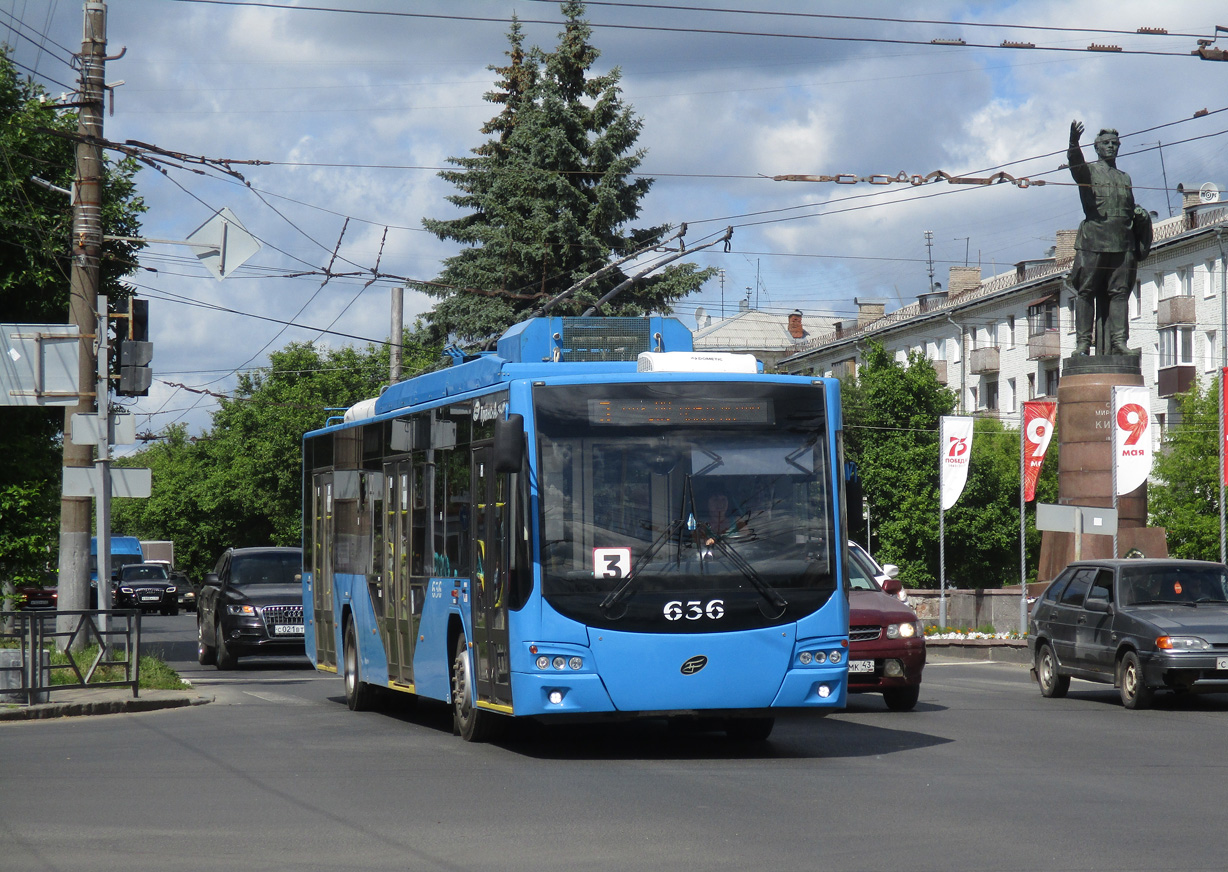
Кировский троллейбус

Общественный транспорт Кирова представлен автобусами (см. Кировский автобус) и троллейбусами (см. Кировский троллейбус). Действует 39 внутригородских автобусных и 6 троллейбусных маршрутов.
Протяженность сети маршрутов общего пользования на территории города составляет 978,3 км, в том числе автобусных — 887,74 км, троллейбусных — 90,56 км.
Ежедневно на муниципальные маршруты города Кирова выходит более 499 единицы подвижного состава общественного транспорта, в том числе 87 троллейбусов. На городских маршрутах ежедневно совершается в среднем около — 292.4 тысяч поездок, это соответствует 172 тыс. человек или около 30 % населения города.
С 2024 года стоимость проезда в городском общественном транспорте составляет 40 рублей, для льготников — 35 рублей за одну поездку.
Пригородное сообщение осуществляется через автовокзал, а также пригородные терминалы Кировского железнодорожного вокзала и вокзала Киров-Котласский.

#### История
К началу XX века население Вятки составляло 25 тысяч человек, остро встал вопрос перевозки горожан внутри города. В 1908 году ряд купцов обратились в городскую думу с предложением о строительстве в Вятке конки. Несмотря на то, что все расходы купцы брали на себя, предложение было отклонено как утопическое. В 1909 году в думу обратилась А. А. Пекарская с предложением организовать от центра до двух городских вокзалов движение омнибусов (многоместных карет). Предложение было поддержано, цена проезда от центра до вокзала составляла 12 копеек. Омнибусы просуществовали в городе до октября 1910 года, когда Пекарская обанкротилась. В 1914 года на очередном заседании гордума признала целесообразность строительства в Вятке трамвайных путей, но из-за начавшейся Первой мировой войны строительство было отложено. В 1927 году Вятская почтовая служба организовала несколько маршрутов для перевозки граждан на свободных от перевозки почты машинах. В основном, маршруты пролегали от улицы Розы Люксембург до вокзалов. В 1928 году Вятский губисполком обязал руководство почтовой конторы организовать в губернии перевозку на автобусах, для чего из Вологды в Вятку прибыл первый автобус на базе грузовика АМО-Ф-15. Первый пробный рейс был совершён в город Слободской.

Торжественный пуск троллейбусов. Два ЯТБ-1 на фоне Драмтеатра, ул. Карла Маркса

Регулярный общественный транспорт в Вятке появился 1 мая 1934 года. На городские улицы выходило 3 автобуса. К 1935 году автопарк был расширен до 8 автобусов и 16 водителей.
В 1940 году горисполкомом принято решение о строительстве в Кирове трамвайной сети (см. Кировский трамвай). Разработаны и утверждены первые 6 маршрутов, ввод первой линии должен был состояться в 1941 году на участке по улице Октябрьской (ныне Октябрьский проспект) от пересечения с ул. Розы Люксембург до Филейского шоссе. Из-за начавшейся Великой Отечественной войны строительство остановилось, уже построенная линия была сочленена с железнодорожной веткой у мясокомбината. Город стал крупным эвакоцентром, принявшим предприятия и горожан Москвы и Ленинграда. Население Кирова с довоенных 145 тысяч увеличилось почти вдвое, требовалось усиление городского транспорта. В 1942 году ленинградцы предложили передать в Киров несколько троллейбусов и оборудование для тяговой подстанции, Госплан СССР пообещал выделить троллейбусный провод. В 1943 году железнодорожным эшелоном в город были доставлены 6 троллейбусов ЯТБ-1 и необходимое оборудование, эшелон в дороге бомбили, поэтому часть троллейбусов были серьёзно повреждены. Состоялось торжественное открытие первой линии Вокзал — Центральная гостиница, по ней проехали 2 иллюминированных троллейбуса. В 1960-х годах построенные трамвайные пути были заасфальтированы.

### Железнодорожный транспорт
Киров является центром Кировского региона Горьковской железной дороги. В городе расположено 8 железнодорожных станций (Киров, Киров-Котласский, Киров-Заводская, Матанцы, Красносельский, Поздино, Чухломинский, Долгушино и 3 остановочные платформы (Ломовская, Дачная, 9 км), при трёх станциях работают вокзалы.
В городе Кирове функционируют 3 железнодорожных вокзала.
Самым крупным является вокзал станции Киров, построенный в 1906 году. Он обслуживает пассажирские поезда, идущие по Транссибу, а также пригородные поезда. Со станции отправляются фирменный поезд № 31/32 «Вятка», пассажирские поезда, следующие до Казани, Кисловодска, Нижнего Новгорода, Котласа, в летний период — до Адлера, Анапы, Симферополя.
Железнодорожный вокзал станции Киров-Котласский (ранее — вокзал Вятка), построенный в 1897 году, обслуживает поезда котласского (северного) направления. 

Железнодорожный вокзал станции Лянгасово обслуживает микрорайон Лянгасово, являющийся анклавом городской черты внутри муниципального образования. 

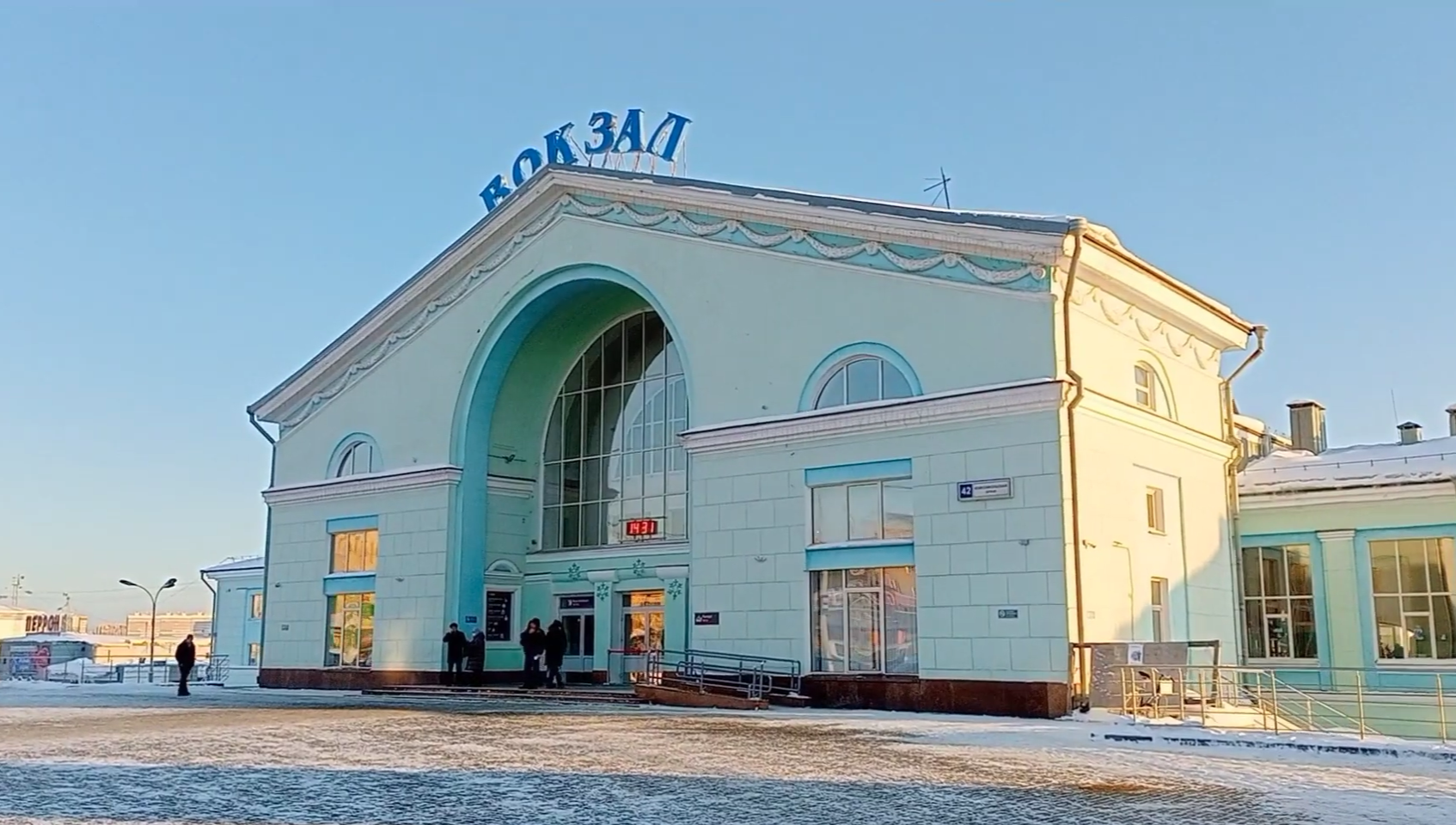
Вокзал станции Киров: вид с фасада
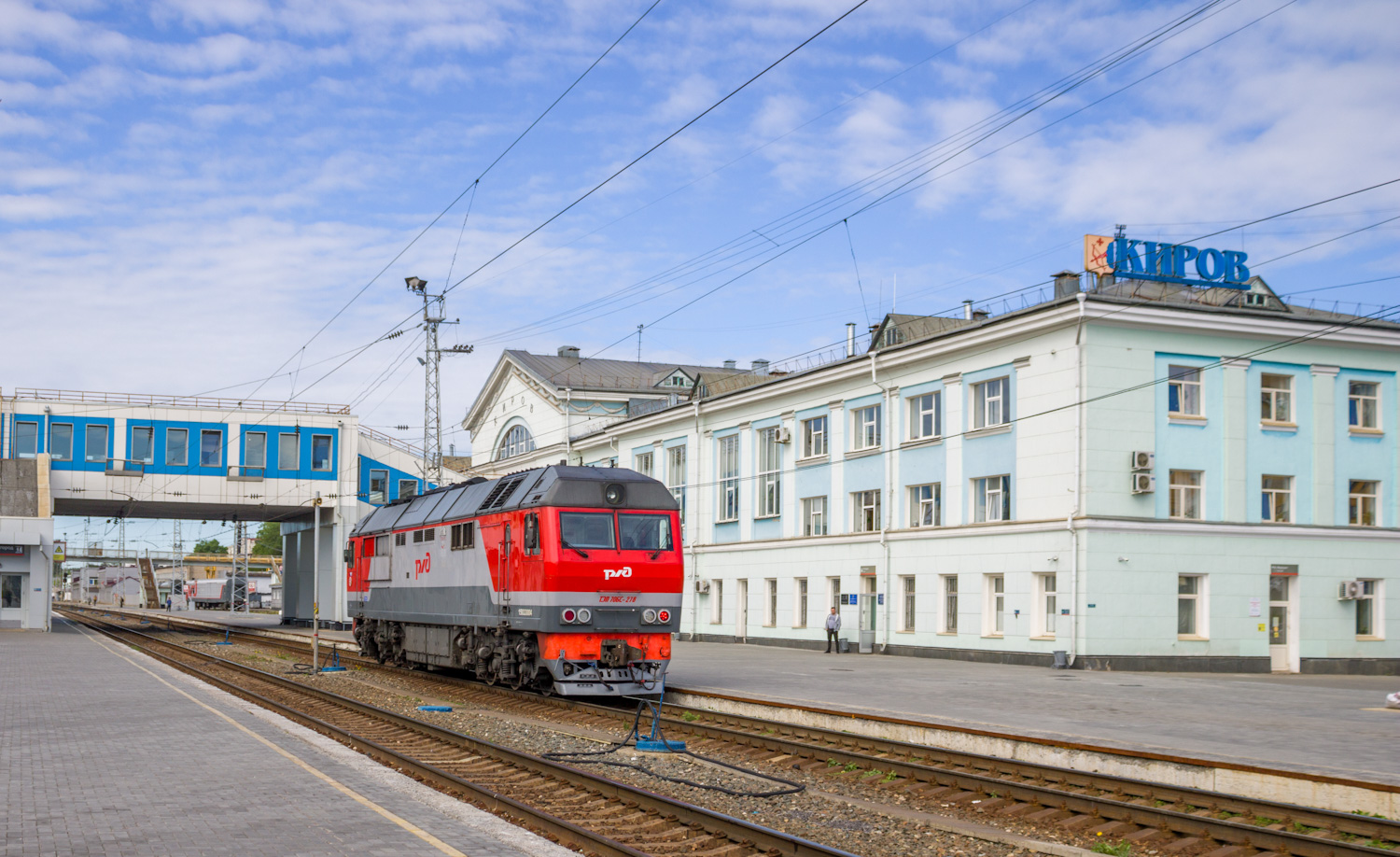
Вокзал станции Киров: вид с перрона

### Воздушный транспорт
В Кирове в 22 км от городской территории расположен гражданский аэропорт 2 класса Победилово. Аэропорт располагает тремя взлётно-посадочными полосами длиной 600, 685 и 2700 метров и способен принимать воздушные суда классов Ту-154, приравненные к ним Boeing-737 и Airbus A310, Ил-76 и легче. Регулярное транспортное сообщение осуществляется с Москвой, Санкт-Петербургом, Казанью, Сочи, Минеральными Водами и Нарьян-Маром. В летний сезон появляется сообщение с Калининградом и Махачкалой.
Аэропорт Победилово был основан в 1937 году. В годы Великой Отечественной войны 12 экипажей кировского аэропорта на самолётах По-2 участвовали в операциях Западного фронта. После войны с промышленным ростом Кирова было налажено воздушное сообщение между городом и всеми крупными центрами РСФСР. С распадом Советского Союза перелёты стали убыточными, авиасообщение практически прекратилось. В 1990-е годы аэропорт успел побывать международным. В 1992 году в Киров прилетел Боинг-707 "Канадских авиалиний", который привёз 15 тонн гуманитарной помощи. А в 1996 году компания "Киров-Авиа" запустила рейс Киров-Берлин. В 2000-х годах вновь открылось воздушное сообщение с Москвой и другими городами.
В 25 км юго-западнее г. Киров и в 5,4 км южнее от контрольной точки аэродрома Киров (Победилово) расположена посадочная площадка Кучаны, предназначенная для нужд малой авиации. На посадочной площадке базируется авиакомпания ООО «Вяткаавиа». Посадочная площадка Кучаны имеет две грунтовые взлётно-посадочные полосы 600×65 м. Также имеется вертолётная площадка.

## Архитектура
Вятская архитектура, имея схожесть с архитектурой прочих русских городов, отличается от них настолько, что можно говорить не только о её самобытности, но и о вятской архитектурной школе, развивавшейся в условиях взаимопроникновения с архитектурой соседних регионов. Испытывала она также сильное влияние столичной архитектуры. Однако это влияние не помешало пробиваться наверх традициям.

### Вятское барокко
В конце XVI века зарождается Вятское барокко, просуществовавшее вплоть до рубежа XVII и XIX веков. Оно замешано на русском узорочье, а также влиянии московского, петровского и устюжского барочных стилей. Главным сооружением в вятском стиле был кафедральный Свято-Троицкий собор, а из ныне существующих яркими представителями являются храм Иоанна Предтечи, Троицкая церковь в Пасегово и ряд других церквей.
В первой половине XIX века в городе получает распространение классицизм. В Вятке, крупном торговом центре, начинается активное строительство усадеб именитых купцов, включая главный дом, флигели, службы. Ярким примером служит усадьба Машковцева, особняк Ухова, дом Калининых на Спасской улице. Важную роль в создании облика города в те годы играл губернский архитектор Ф. М. Росляков.

### Современная застройка
Массовая застройка города и освоение новых территорий преимущественно идет в западном и юго-западном направлении (микрорайоны Метроград, Урванцево, Знак), а также в южном направлении (микрорайоны Чистые пруды, Южный, Солнечный берег).
Застройщиками применяются разнообразные стили сооружений и планировки кварталов: от устаревшего советского микрорайонного, до современного квартального с закрытыми дворовыми территориями.

## Достопримечательности

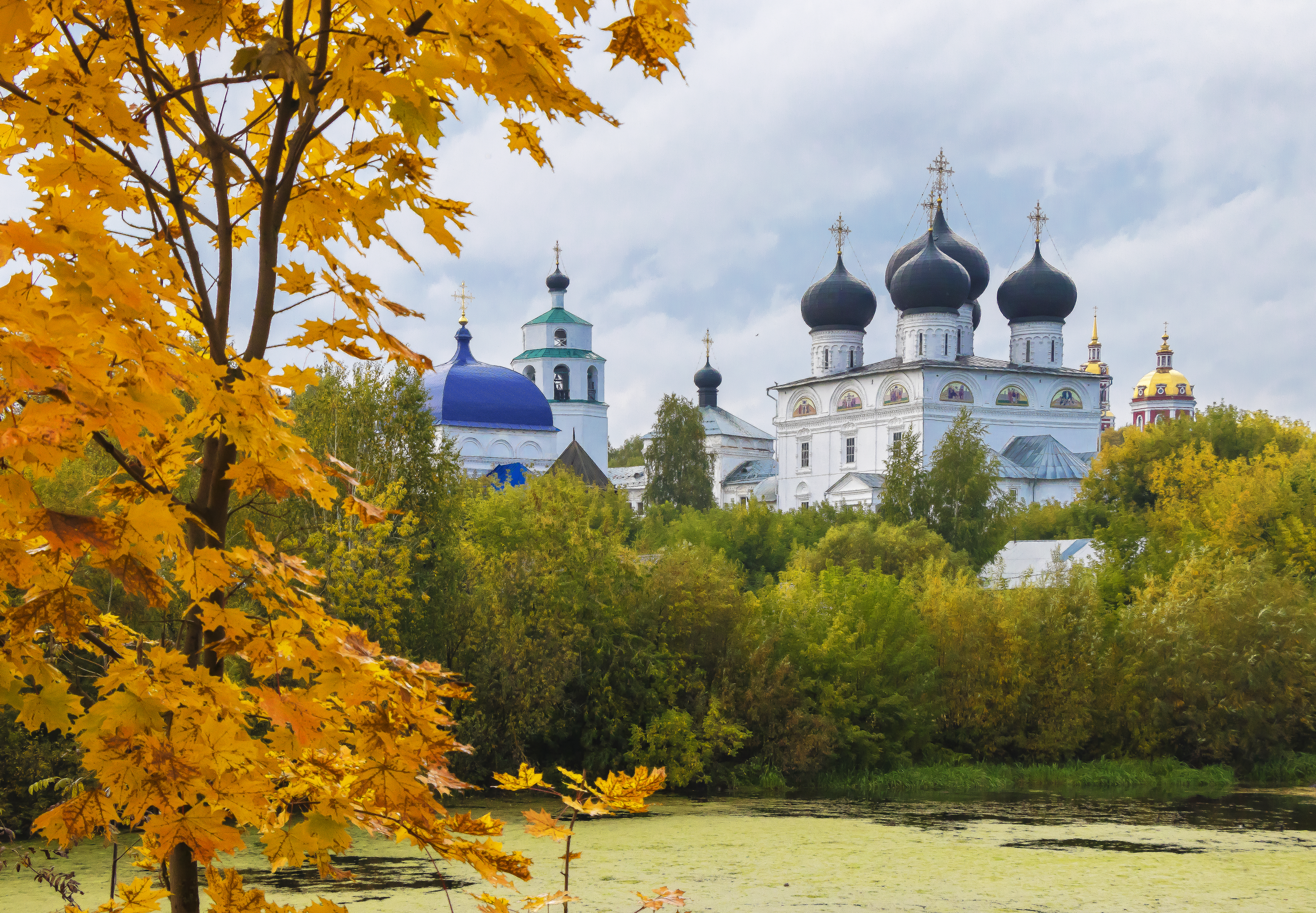
Ансамбль Трифонова монастыря, вид с Ежовского озера

Основные достопримечательности города сконцентрированы вблизи улицы Спасской в исторической части города. В начале этой улицы расположен ансамбль Трифонова монастыря, основанного в 1580 году, включающий в себя главное строение — Успенский собор, и несколько церквей вокруг него, окруженные стенами с башнями. На монастырь открывается чудесный вид с «Арки Вятского кремля», находящейся на пригорке, на противоположной стороне улицы Спасской. «Арка Вятского кремля», на самом деле относится к бывшему архиерейскому подворью, взорванному в 1930-х годах.
Рядом с комплексом Трифонова монастыря находится Ежовское озеро, вдоль которого расположена эко-тропа. На ней, в том числе, расположен пирс, с которого открывается чудесный вид на монастырь.
Далее по улице Спасской расположен магазин Клобукова — один из первых торговых центров дореволюционной Вятки, выполненный в стиле модерн. Рядом с ним находится Спасский собор, один из самых знаковых храмов города, заложенный в 1763 году.
Начиная с магазина Клобукова начинается пешеходная часть улицы Спасской. По её сторонам, в зданиях бывших торговых рядов, расположились Кировский краеведческий музей, музей мороженного, музей шоколада, Театр на Спасской. Вплоть до улицы Карла Маркса, на Спасской расположены архитектурные памятники, кафе и рестораны. К их числу относится здание главпочтамта — редкого примера конструктивизма на Вятке. Рядом с ним поставлен знак нулевого километра — географического центра города в ранние советские годы. На перекрестке с улицей Карла Маркса расположен Художественный музей имени братьев Васнецовых.
Вдоль Набережной Грина на высоком холме, расположен Александровский сад, один из первых парков города, с которого открывается великолепный вид на реку Вятку. На краю холма стоят белые ротонды, которые стали одним из символов города. Набережная простирается от старого моста и заканчивается спуском к комплексу Трифонова монастыря и является излюбленным местом отдыха горожан.
Вдоль южной части Октябрьского проспекта, после перекрестка с улицей Воровского, разбит Центральный парк города. В парке создан искусственный двухуровневый пруд, на вершине которого располагается здание Диорамы. Созданная по оригинальному проекту, она имеет формы развевающегося флага. На верхней части был сконструирован барельеф. В здании Диорамы располагается музей революционных событий в Вятке. Также на территории Центрального парка расположен Кировский цирк и Колесо обозрения.

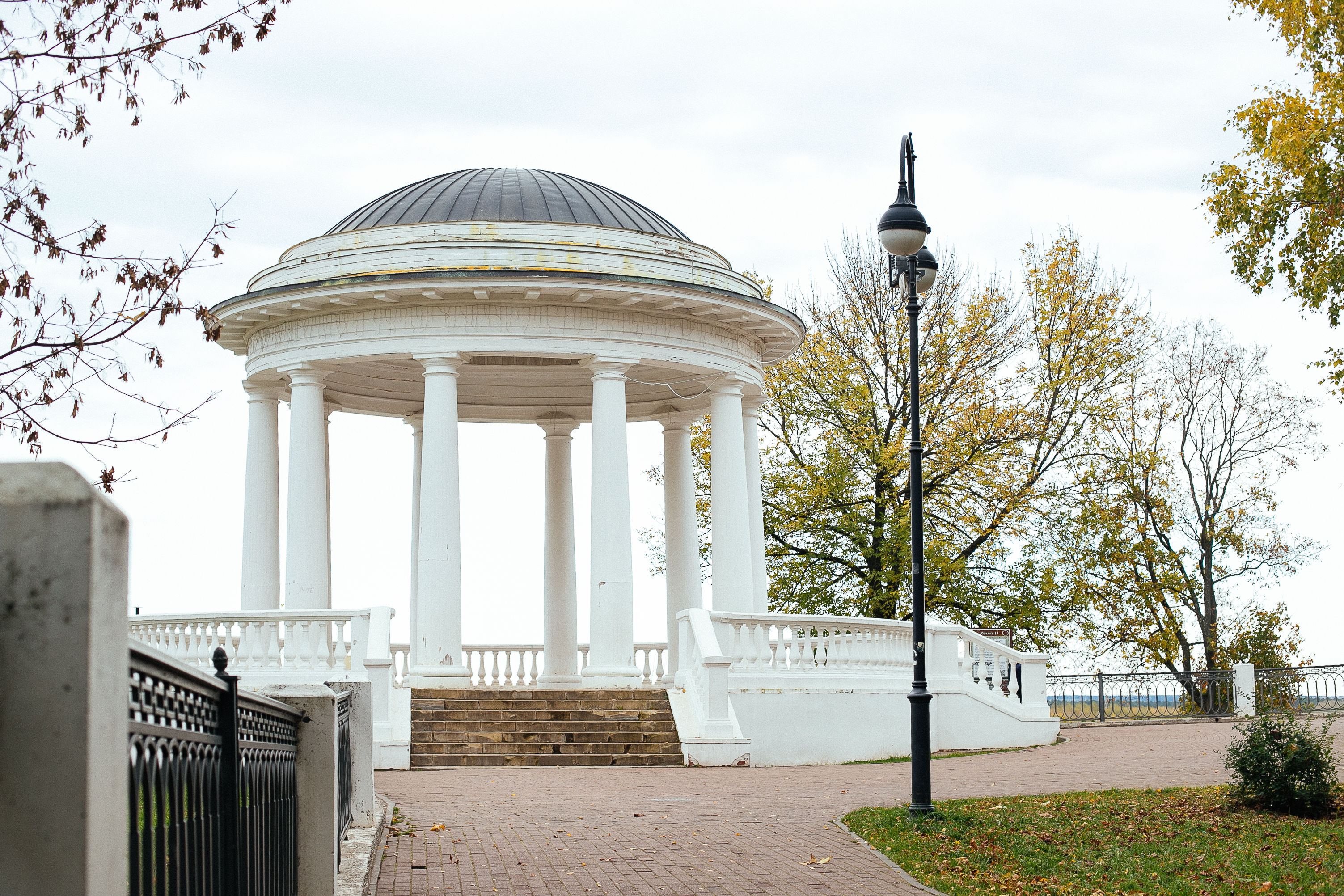
Береговая ротонда в Александровском саду
Торговый комплекс на Спасской
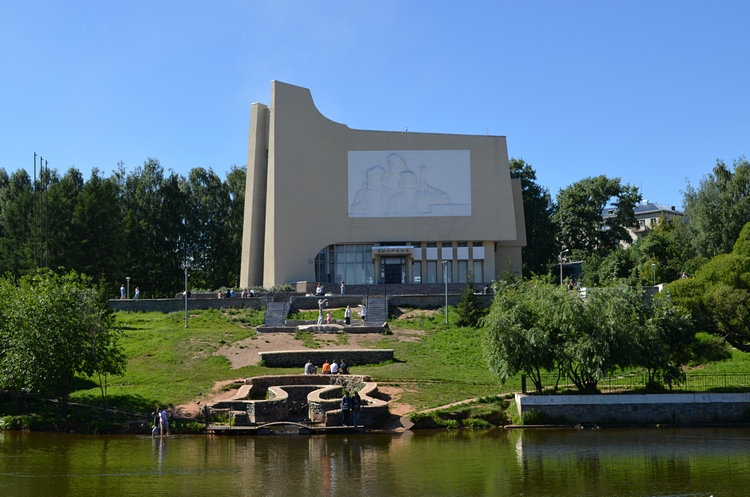
Здание Диорамы в Центральном парке
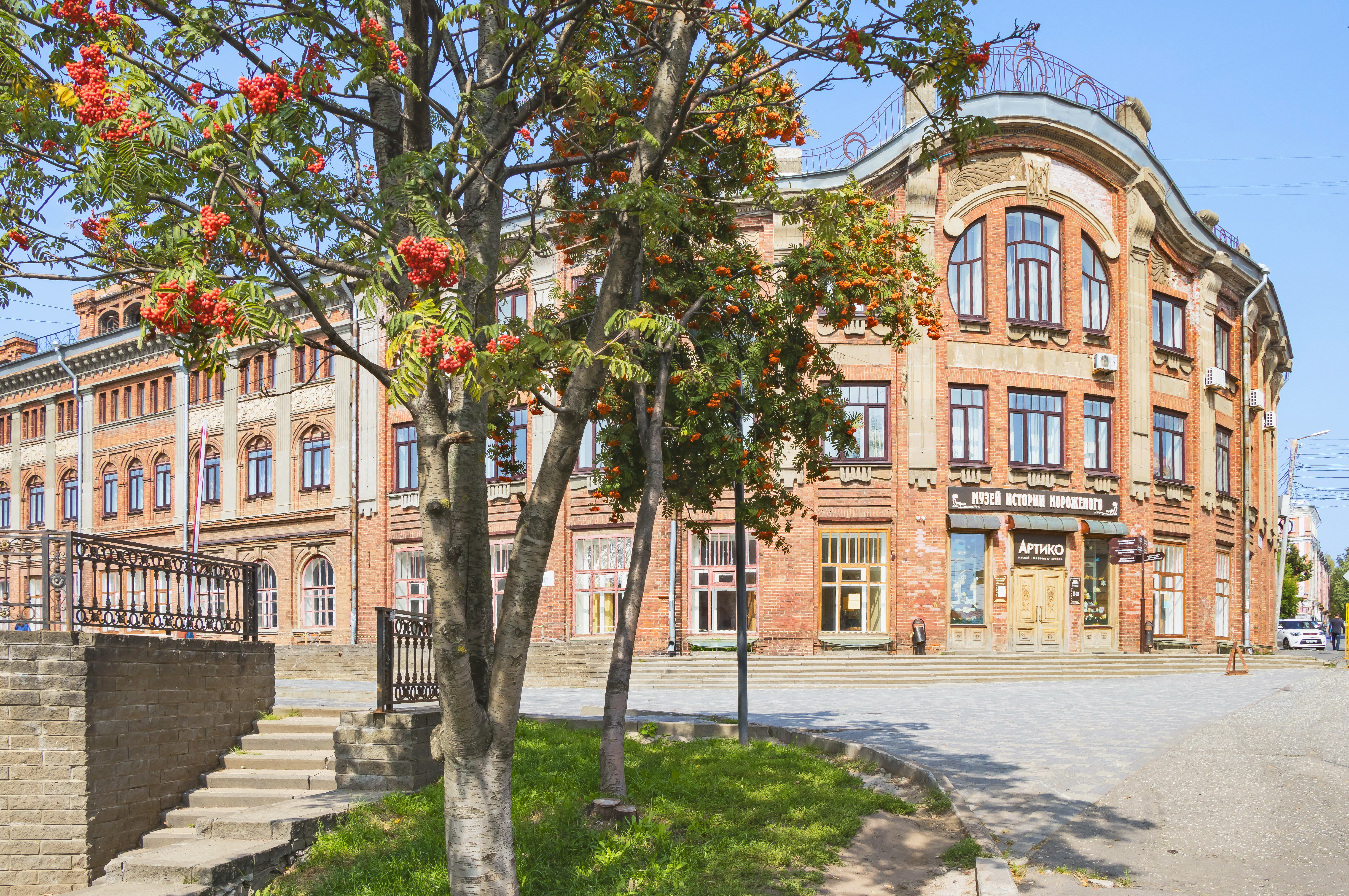
Магазин Клобукова
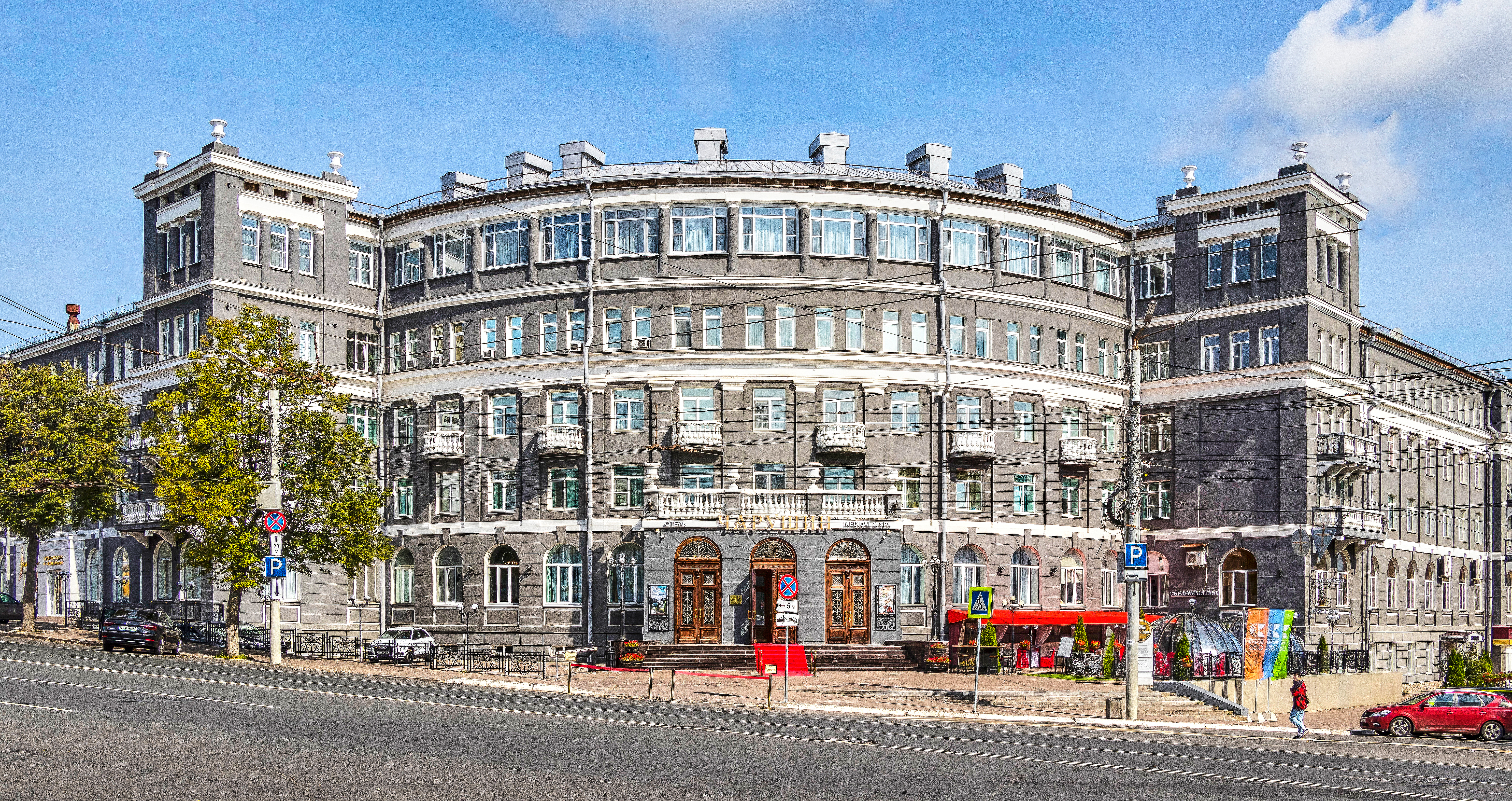
Гостиница «Центральная» (ныне отель «Чарушин»)

Через центральную часть города вдоль улицы Горбачёва проходит овраг. Его рельеф был обыгран в районе пересечения улиц Лиханова и Владимирской, где были созданы Ботанический сад при Вятском университете и сквер 60-летия СССР (сквер Грина).
Старейшим памятником гражданской архитектуры является Питейный дом, расположенный на перекрестке улиц Спасской и Казанской. Самое раннее упоминание о доме относится к 1771 году. Сейчас здесь проходят выставки областного краеведческого музея.
Прекрасные усадьбы и особняки города расположились вдоль улиц Московской, Спасской, Преображенской, Казанской и Ленина. Особняк Булычёва — особенный пример готической архитектуры, одно из красивейших зданий города. Примерами дореволюционного капиталистического стиля являются здания банка Веретенникова и банка внешней торговли. Усадьба Репина и дом Аршаулова — лишь несколько примеров изящной каменной архитектуры.

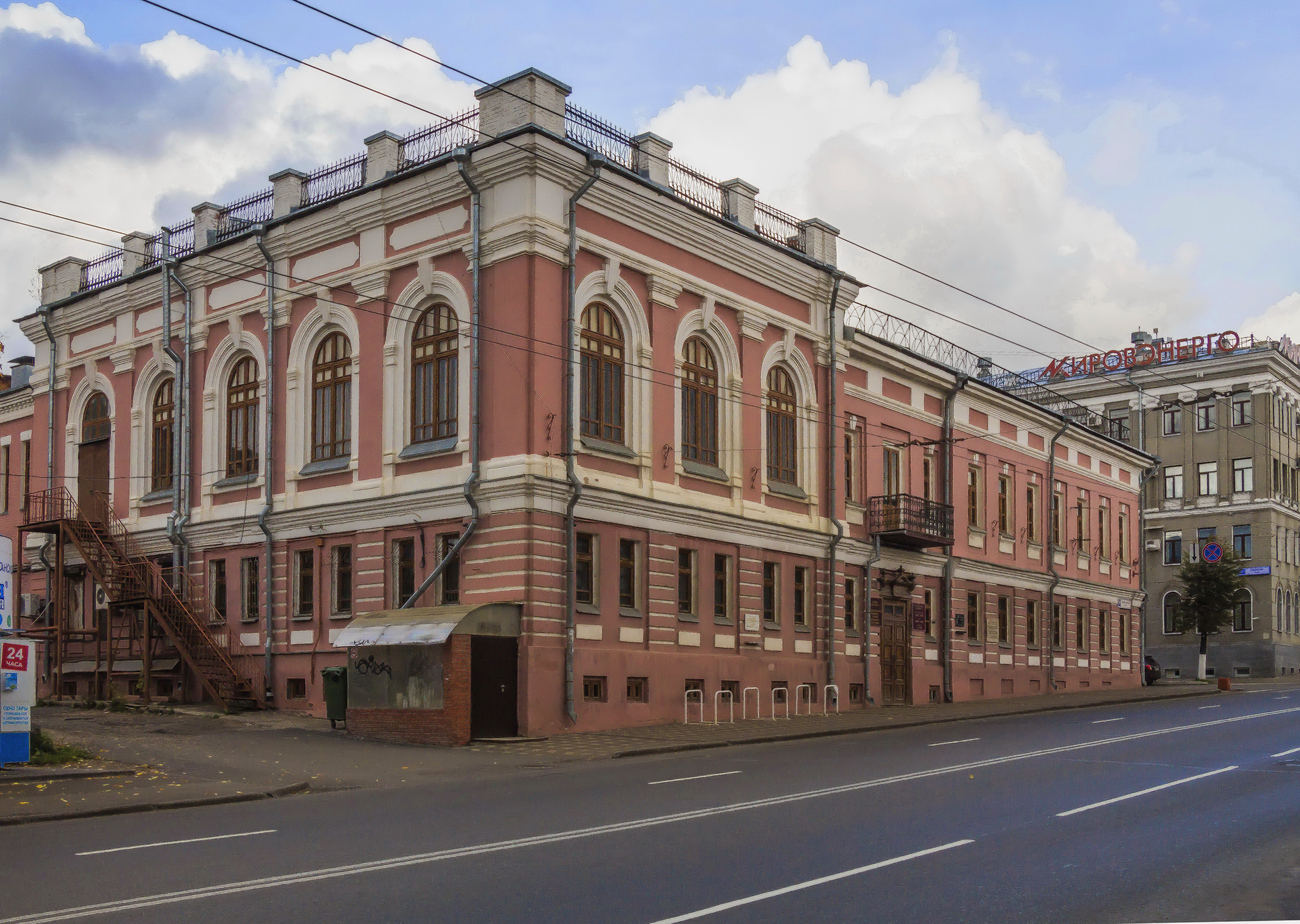
Дом Аршаулова
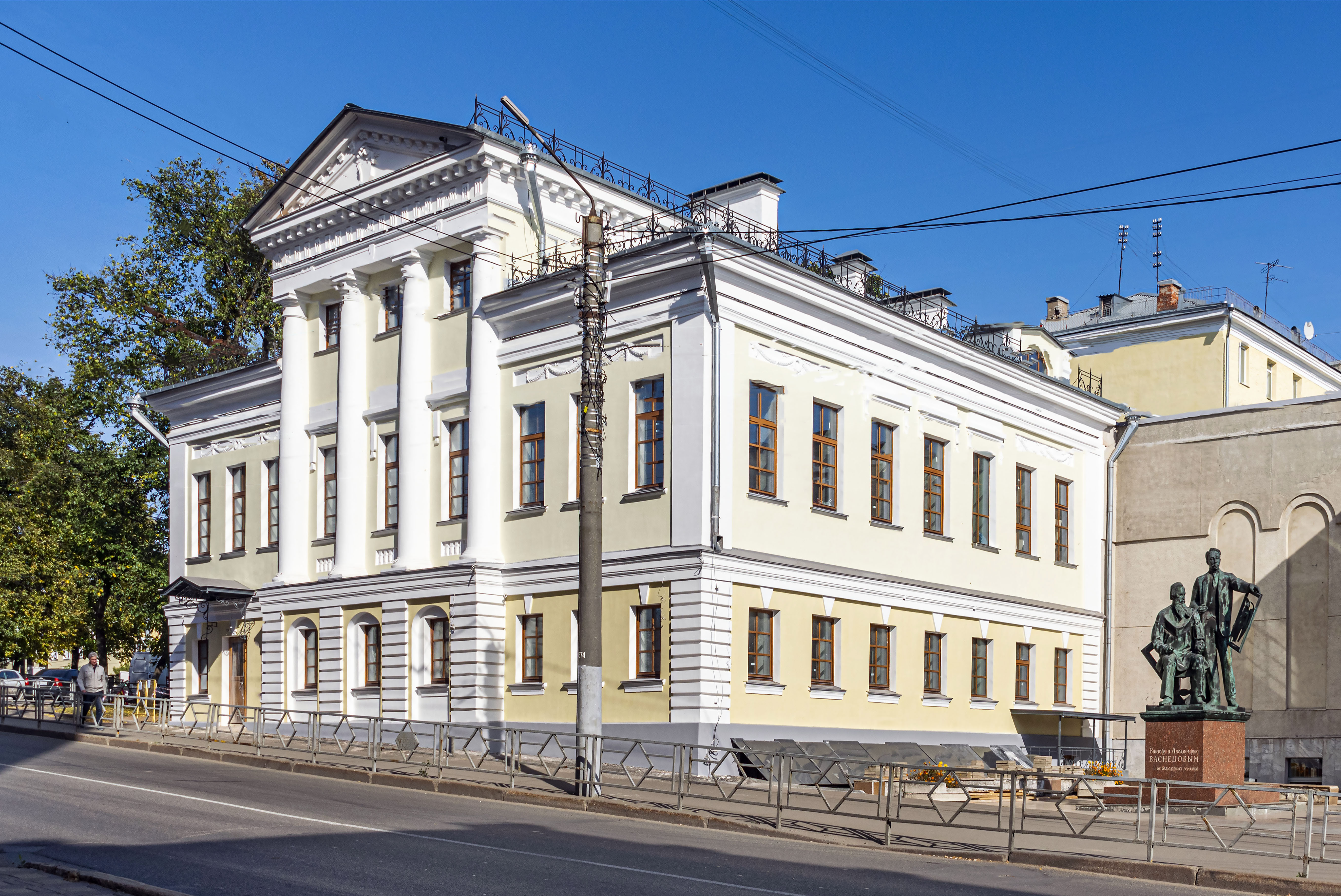
Усадьба Репина
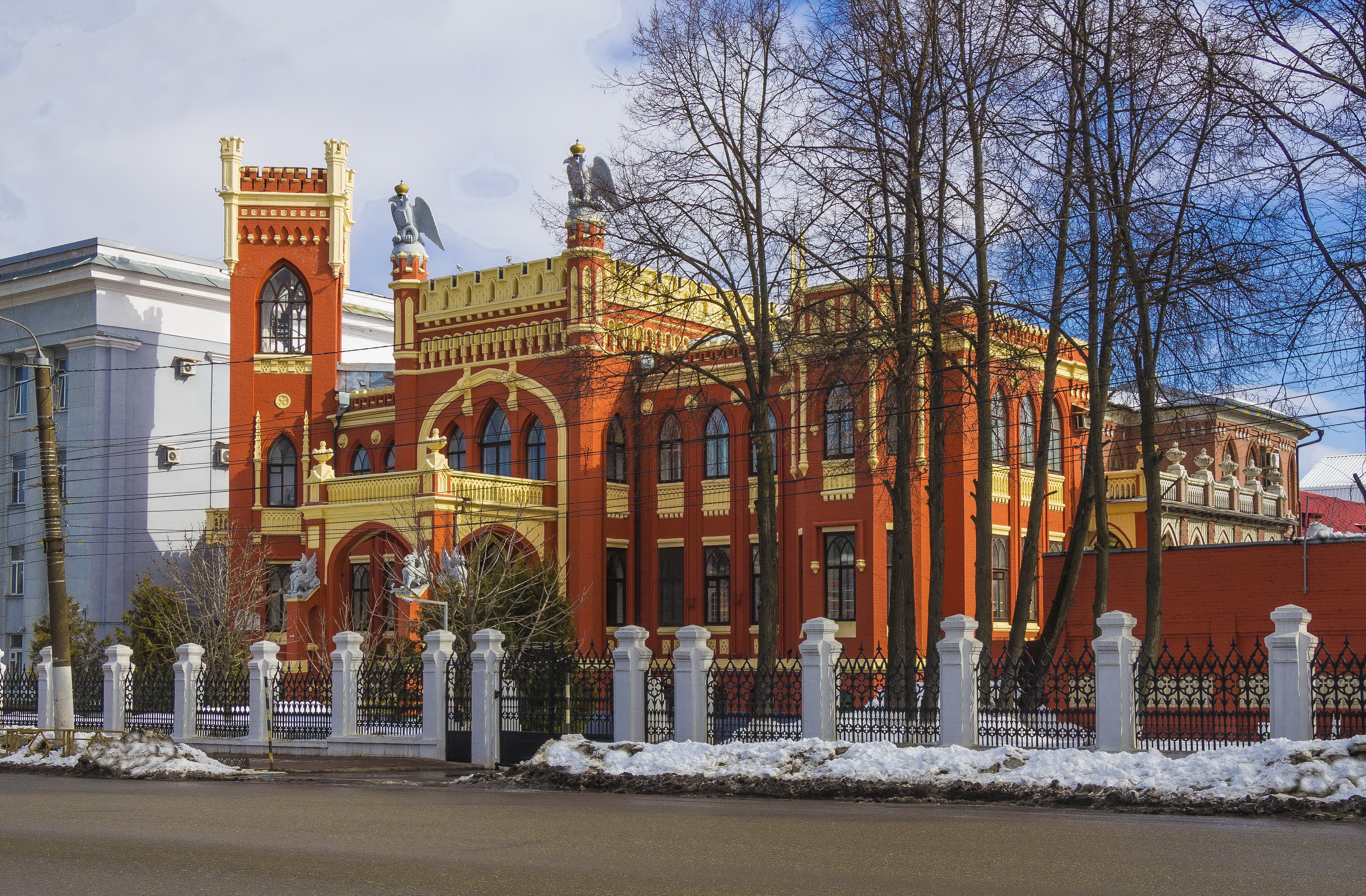
Особняк Булычёва
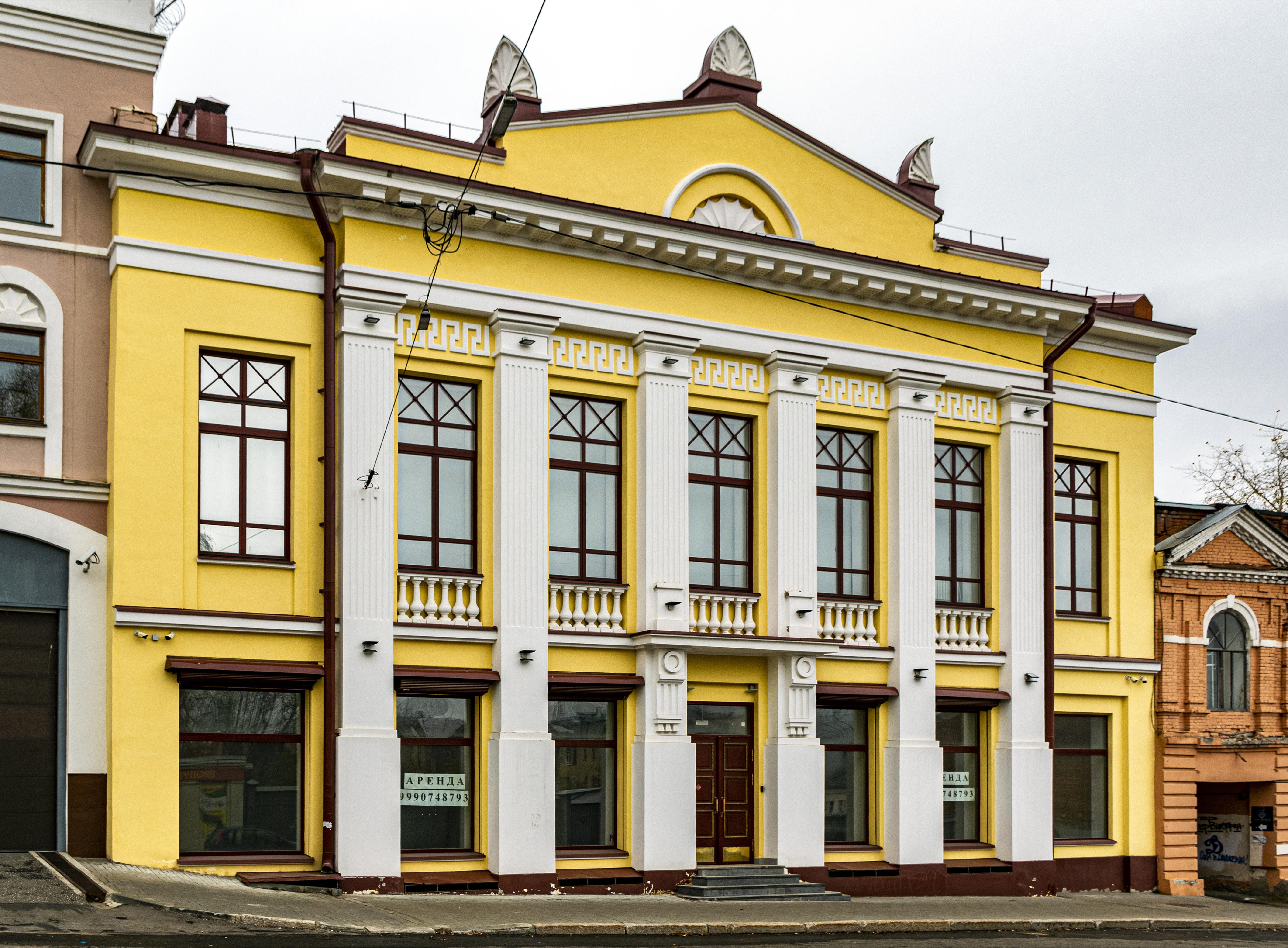
Здание банка Веретенникова

В список храмов центра города, помимо вышеобозначенных, входят: Спасо-Преображенский женский монастырь (1696—1883), Собор Серафима Саровского (1904), Храм Иоанна Предтечи (1717), Часовня Архангела Михаила (1866, восстановлена в 1999), Знаменская (Царёво-Константиновская) церковь с колокольней (1778, восстанавливается), Феодоровская церковь (1913, в 2007 на месте разрушенной церкви построена новая деревянная. В 2022 году деревянная церковь сгорела, с мая 2025 идёт воссоздание церкви по оригинальному проекту.), Часовня Святого Пророка Илии (2003), Храм в честь иконы Пресвятой Богородицы «Всех скорбящих радость» (2012), Католический храм Пресвятого Сердца Иисуса (1903, службы проходят в приходском доме). В пределах всего города расположено гораздо больше храмов и часовен.

Храмы Кирова
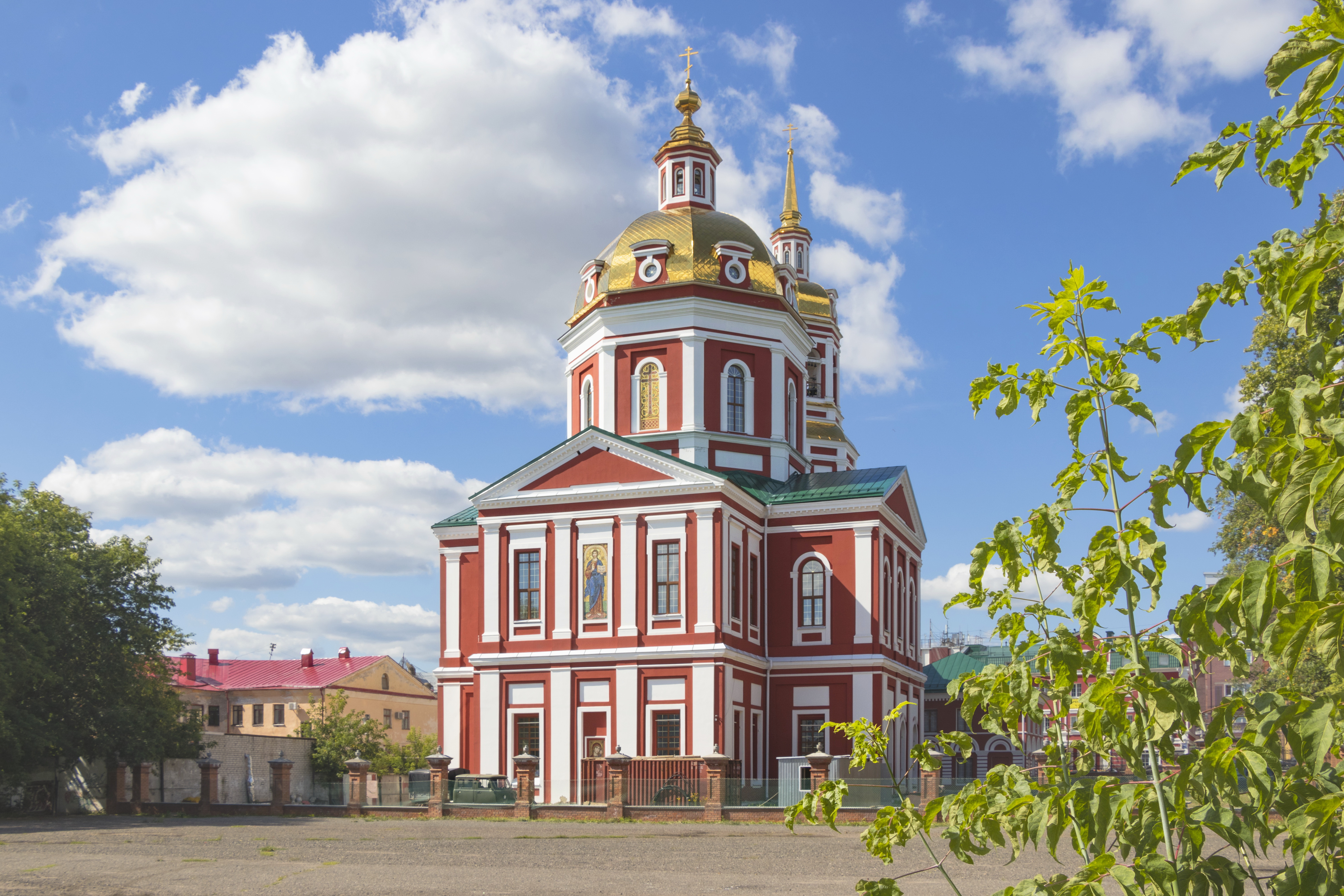
Спасский собор
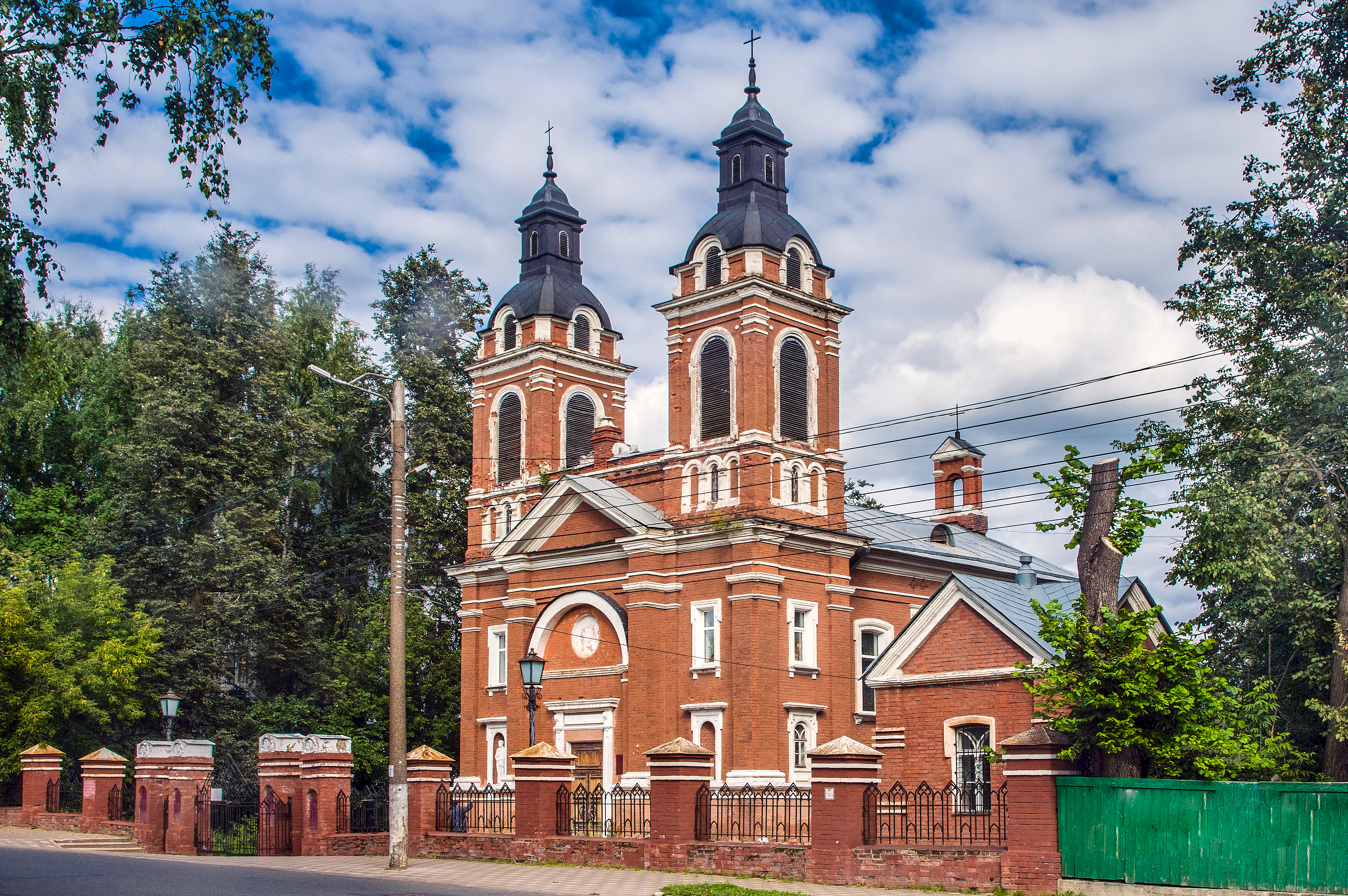
Католический храм Пресвятого Сердца Иисуса
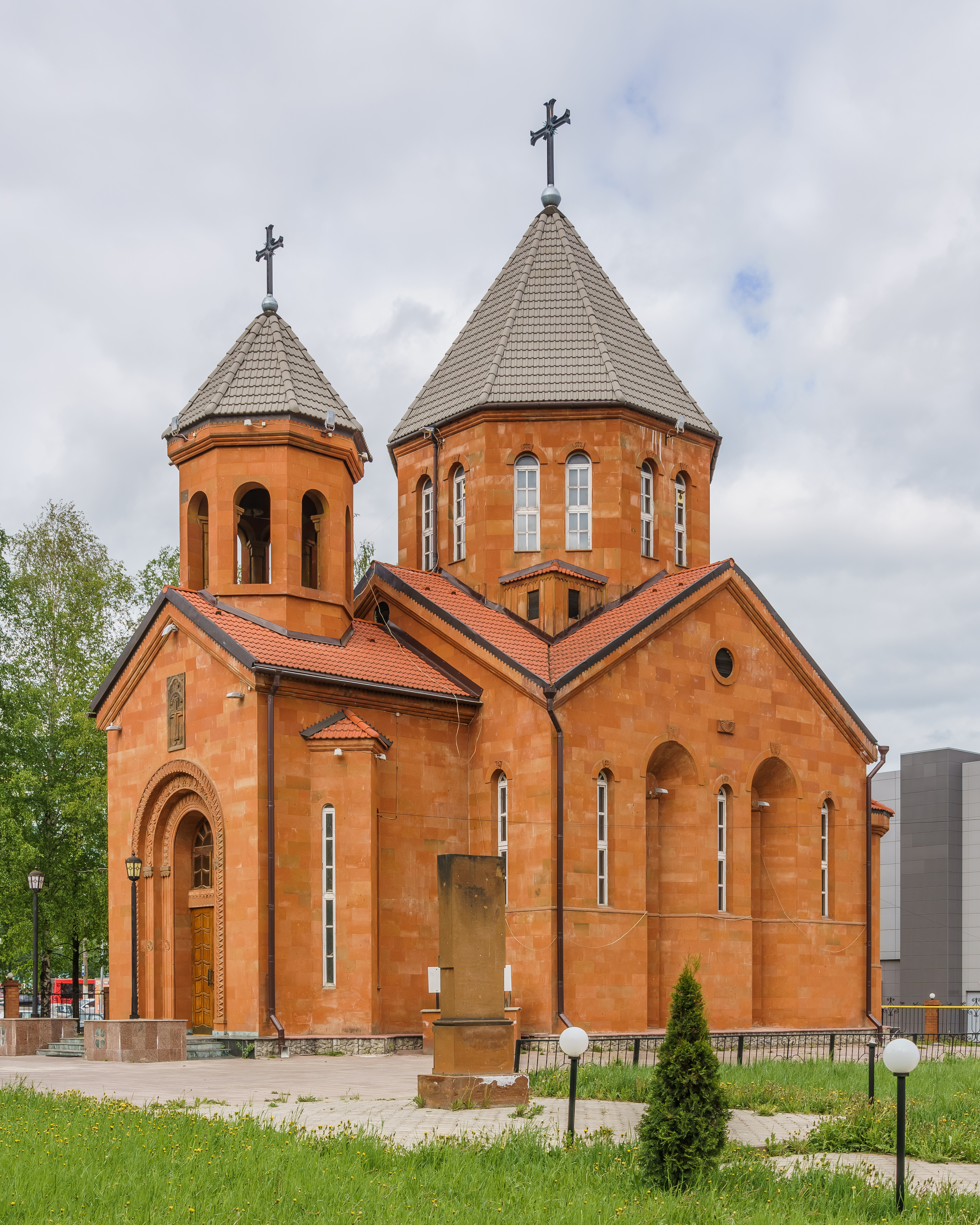
Армянская церковь
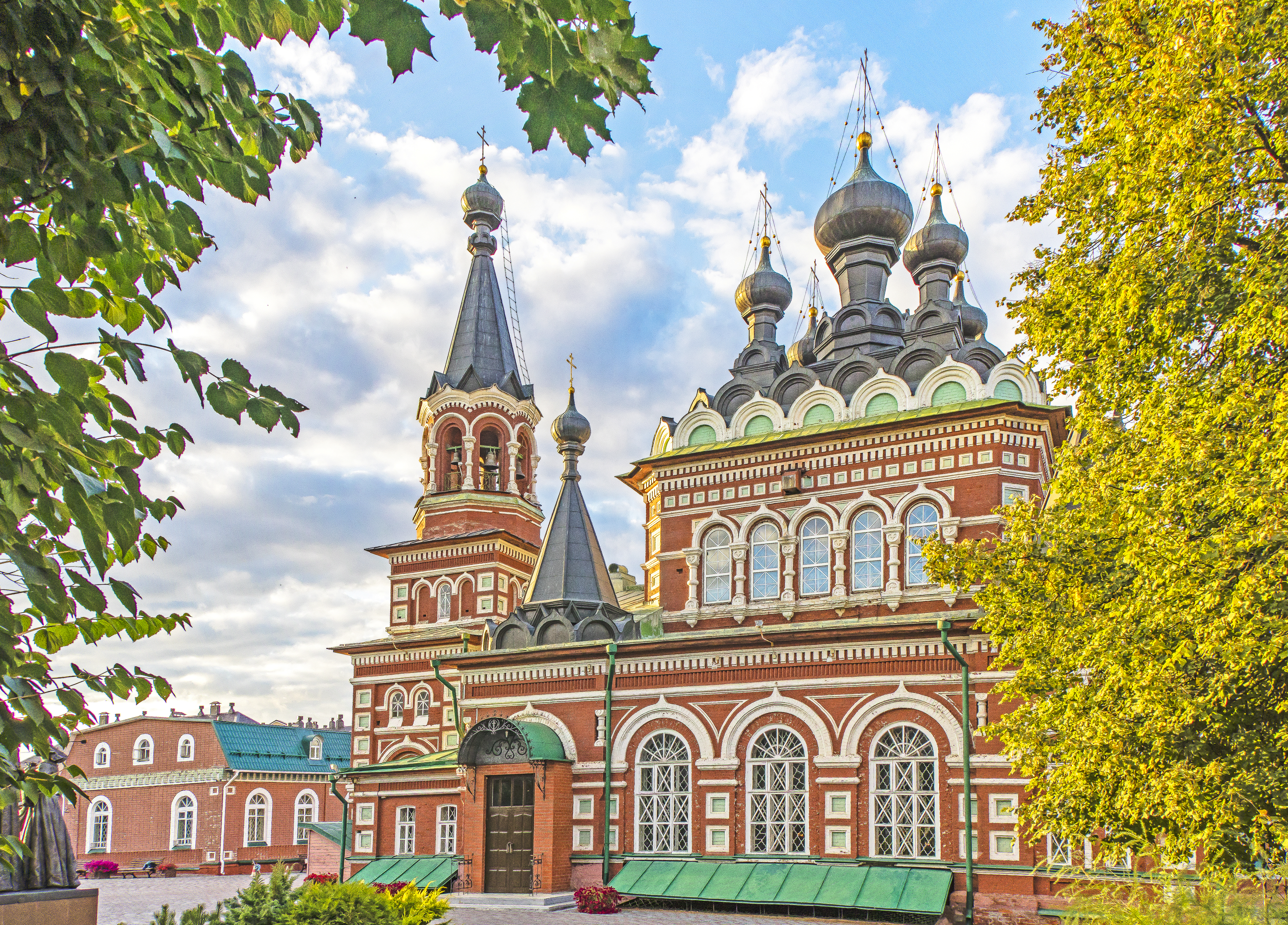
Свято-Серафимовский собор
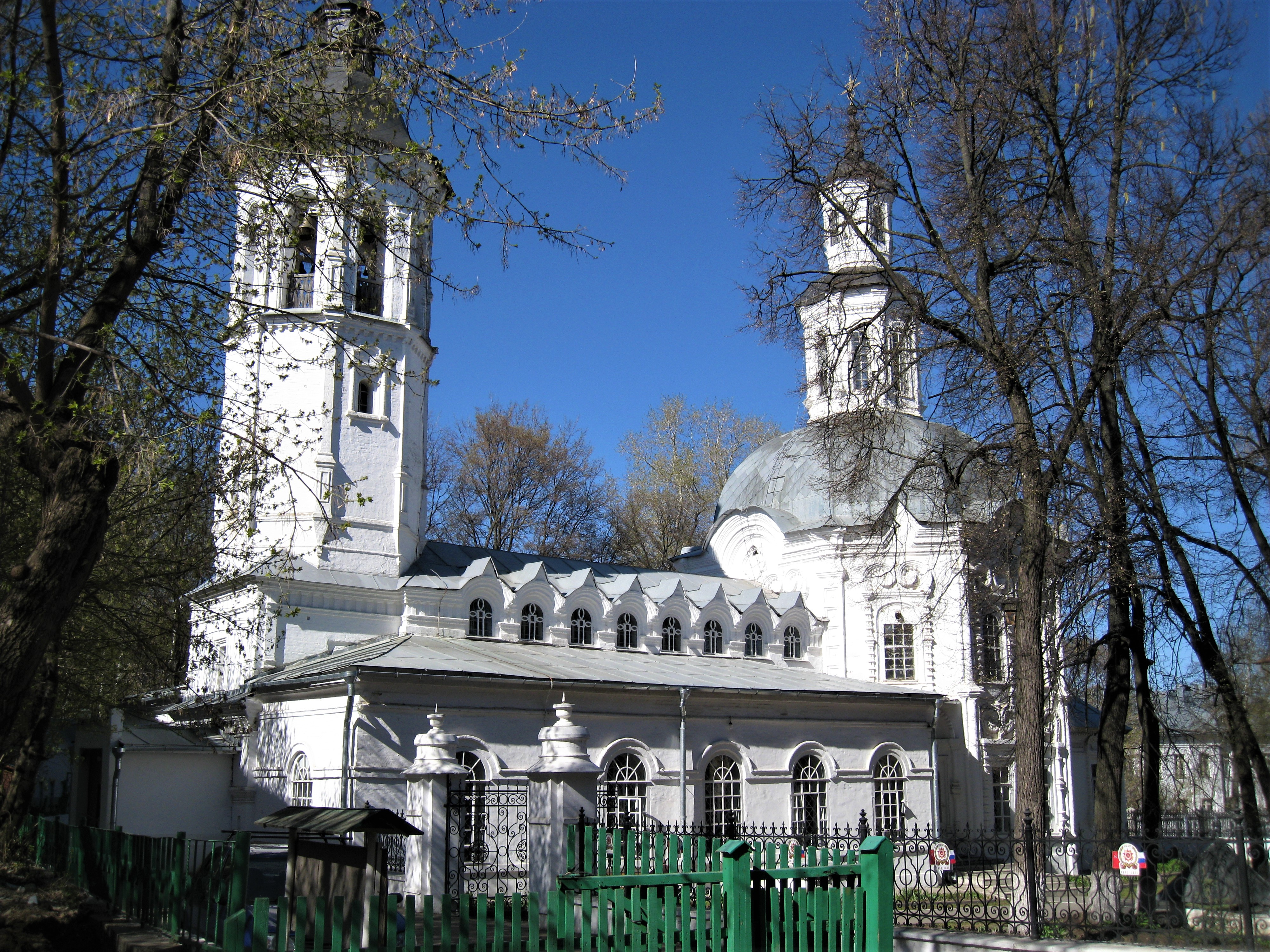
Храм Иоанна Предтечи

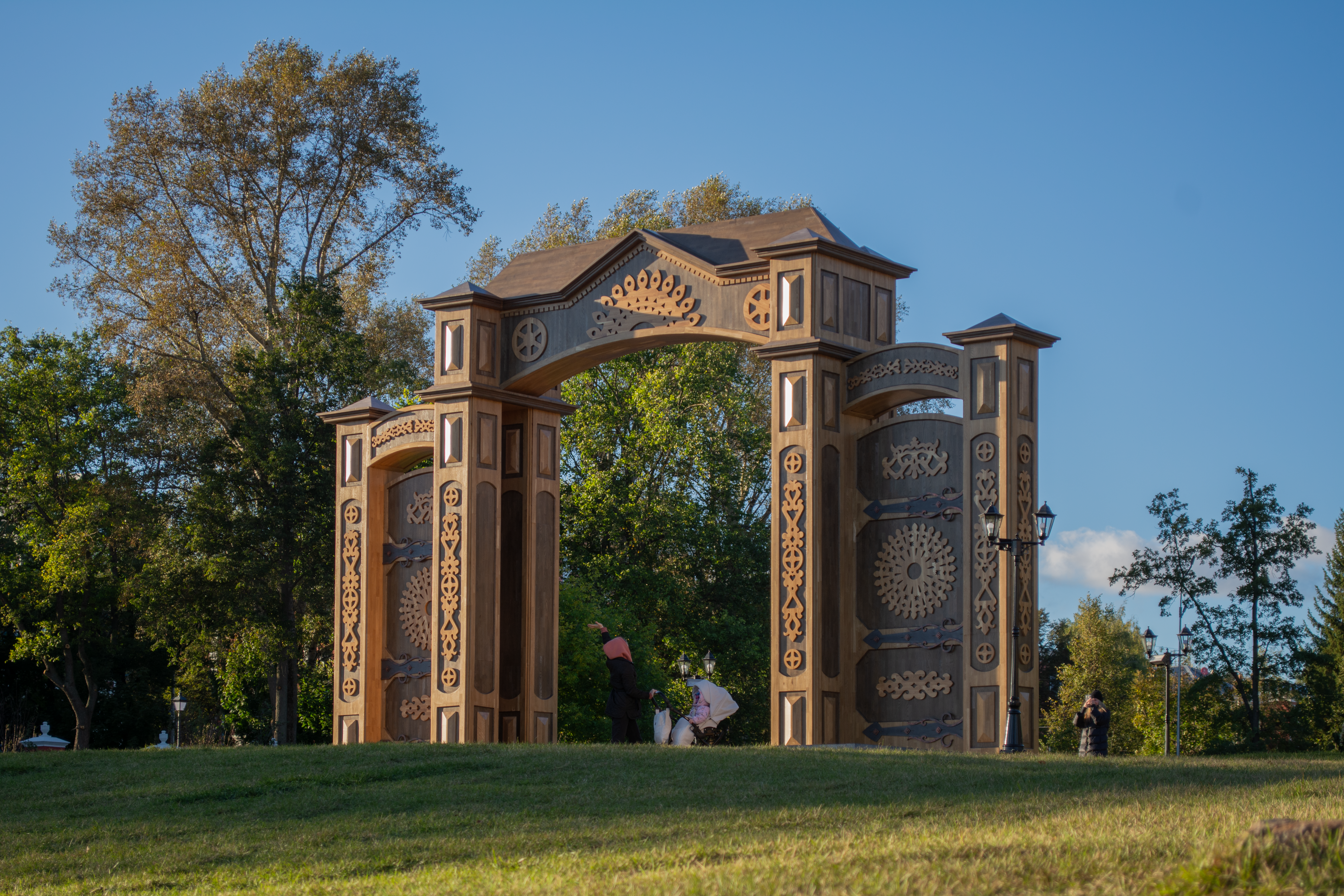
Ворота Русского Севера

Уникальным примером модернизма является здание Дворца Пионеров, созданное по оригинальному проекту. Находится посреди парка и представляет собой сооружение со стилизованной крышей в виде красного пионерского галстука, взмахивающегося ввысь.
В северной части города, в районе Филейка, можно увидеть один из известных символов советской эпохи — комплекс горнолыжных трамплинов. Самый главный из них имеет высоту в 90 метров, что вкупе с расположением на вершине оврага, близ набережной дает внушительный эффект.
2024 год отметился открытием ряда новых мест притяжения. На одноимённой площади был установлен памятник Александру Невскому. Была открыта Спасская площадь, на которой состоялось открытие деревянных Ворот Русского Севера.

## Образование и наука
Система образования Кирова включает в себя весь спектр образовательных учреждений: дошкольное, общее, специальное (коррекционное), профессиональное (среднеспециальное и высшее образование) и дополнительное.
В Кирове действуют 153 образовательных организации. По состоянию на 2017 год, в муниципальных общеобразовательных учреждениях города обучаются 50 642 ученика.

### Профессиональное образование
В настоящее время в городе функционируют 13 государственных вузов и их филиалов, в которых в общей сложности обучается более тысяч студентов. Кроме этого, в городе действуют 11 негосударственных вузов и их филиалов, а также одно церковное — Вятское духовное училище.
В 1872 году было открыто первое училище для распространения сельскохозяйственных и технических знаний и приготовления учителей — Вятское сельскохозяйственное техническое училище имени Александра II, впоследствии в 1944 преобразованное в институт, ныне — Вятский государственный агротехнологический университет.
1 (14) июля 1914 года был учреждён первый в городе вуз — Вятский учительский институт (ныне Вятский государственный университет). На 2022 год в университете обучалось 18 тысяч студентов. Университет занял 39 место в Национальном рейтинге университетов по параметру «Образование», 44 место среди российских вузов согласно глобальному рейтингу научных учреждений SCImago Institutions Rankings-2021.
Кировский государственный медицинский университет — крупнейший научно-образовательный и медицинский комплекс Кировской области и Приволжского округа. Вуз ежегодно привлекает множество студентов из различных регионов России и других стран. В университете открыт Анатомический музей, в котором представлено более 1000 экспонатов. По результатам мониторинга качества образовательной деятельности вузов, проведенного Министерством образования и науки Российской Федерации, университет вошёл в Топ-10 лучших вузов страны, заняв место на первых строчках рейтинга.
В городе существует множество филиалов иногородних вузов, в том числе Волго-Вятский филиал Московского государственного юридического университета имени О. Е. Кутафина (МГЮА), Кировский филиал Московского финансово-юридического университета, Кировский филиал Российской академии народного хозяйства и государственной службы при Президенте Российской Федерации.

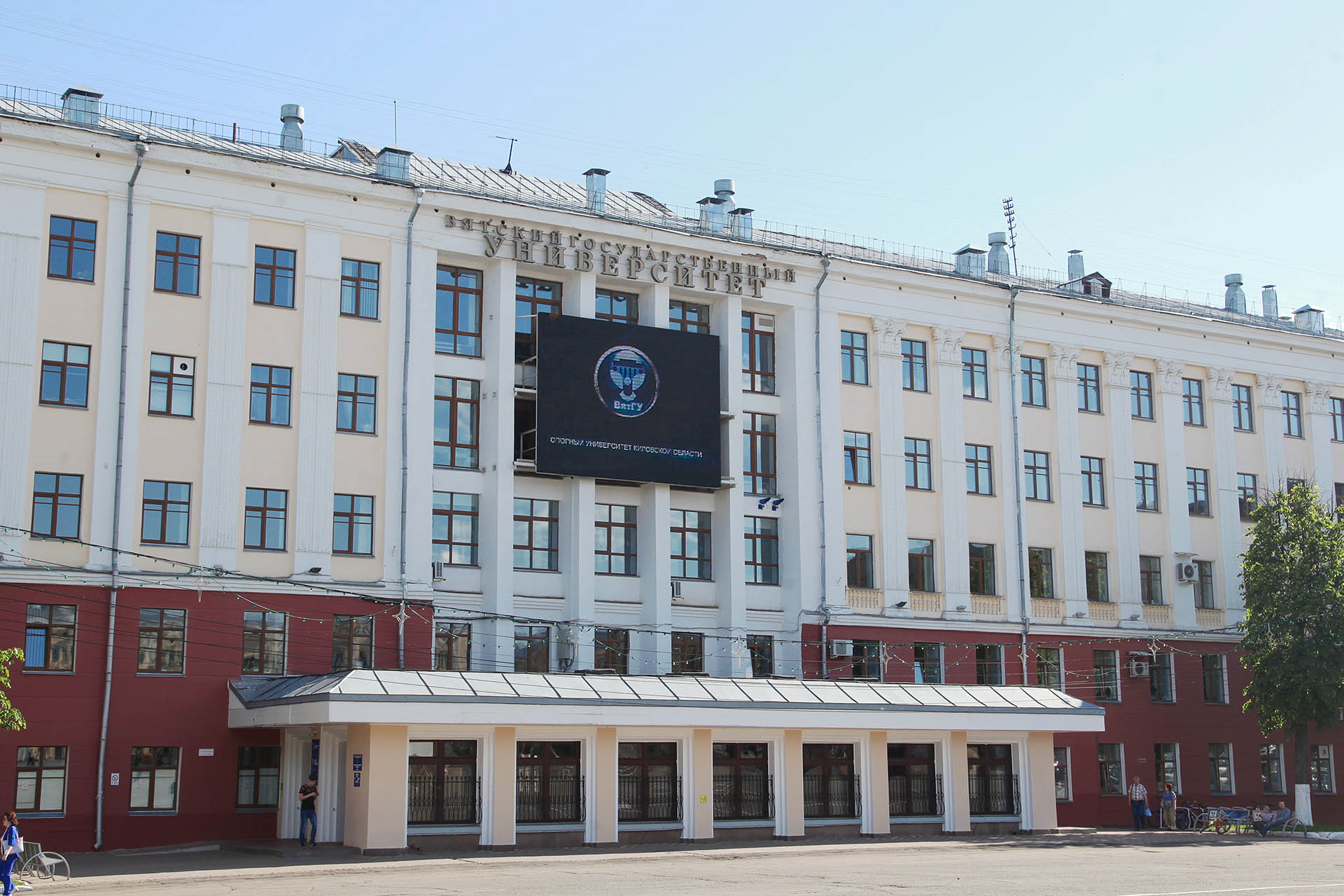
Вятский государственный университет
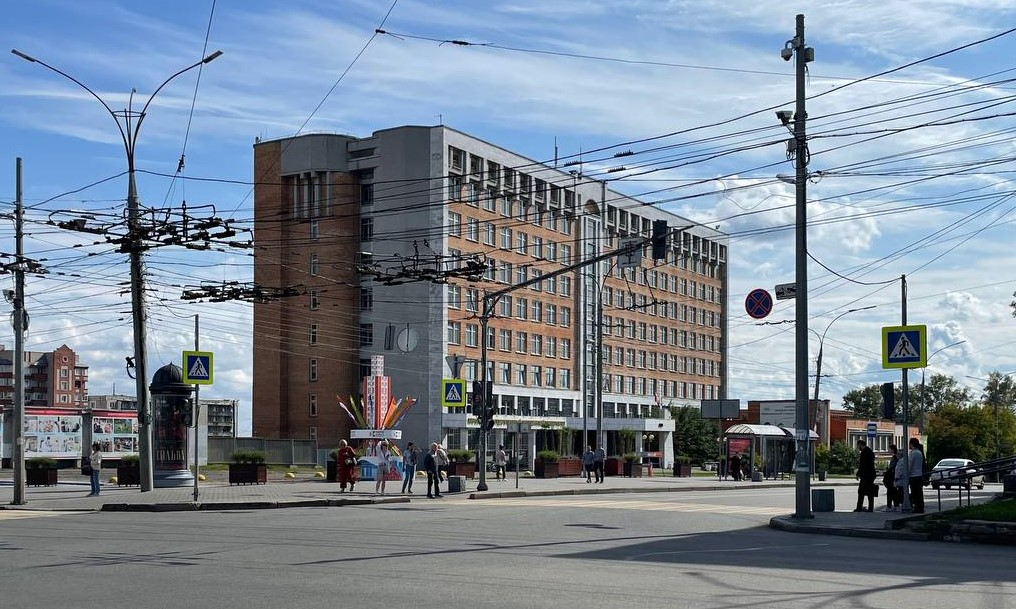
Кировский государственный медицинский университет
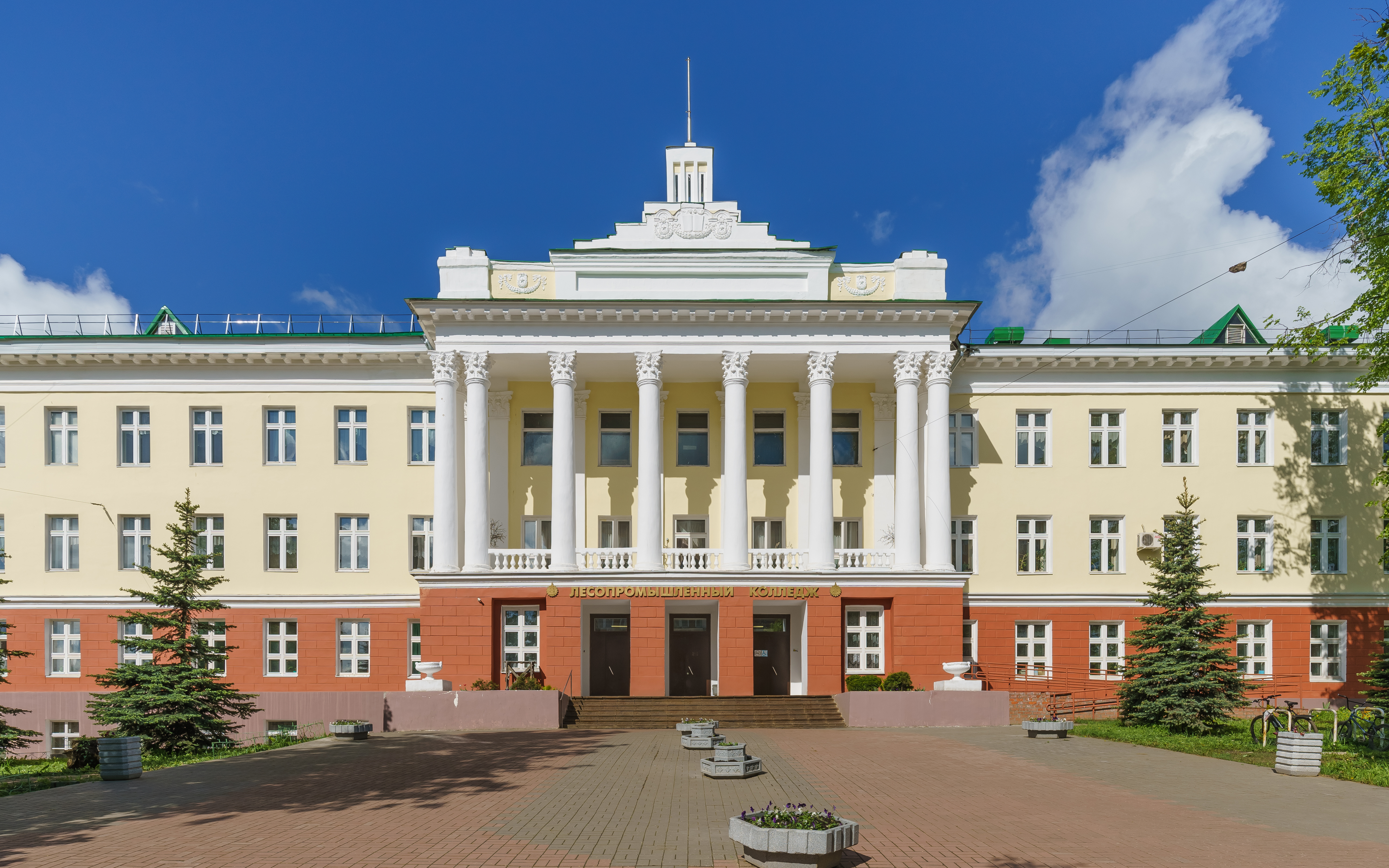
Лесопромышленный колледж

### Наука
В Кирове развито медицинское образование. В медицинском университете сформировались известные в стране научные школы: ревматологии (профессора Б. Ф. Немцова), хирургии (профессоров В. А. Журавлева и В. А. Бахтина), педиатрии (профессора Я. Ю. Иллека), акушерства и гинекологии (профессора С. А. Дворянского), социальной медицины, медицинской экологии и гигиены (профессора Б. А. Петрова), неврологии и нейрохирургии (профессора Б. Н. Бейна).
Кроме того в городе открыты НИИ переливания крови и НИИ микробиологии Минобороны РФ.
Киров располагает обширным научно-техническим потенциалом и выступает одним из крупнейших научных центров Приволжья. В нём расположено 24 высших учебных заведений, 31 учебное заведение начального и среднего профессионального образования и 5 НИИ, включая:
- НИИ охотничьего хозяйства и звероводства им. Б. М. Житкова РАСХН.
- НИИ переливания крови.
- НИИ сельского хозяйства Северо-Востока им. Н. В. Рудницкого РАСХН.
- НИИ микробиологии Минобороны РФ.
- НИИ средств вычислительной техники.

## Культура

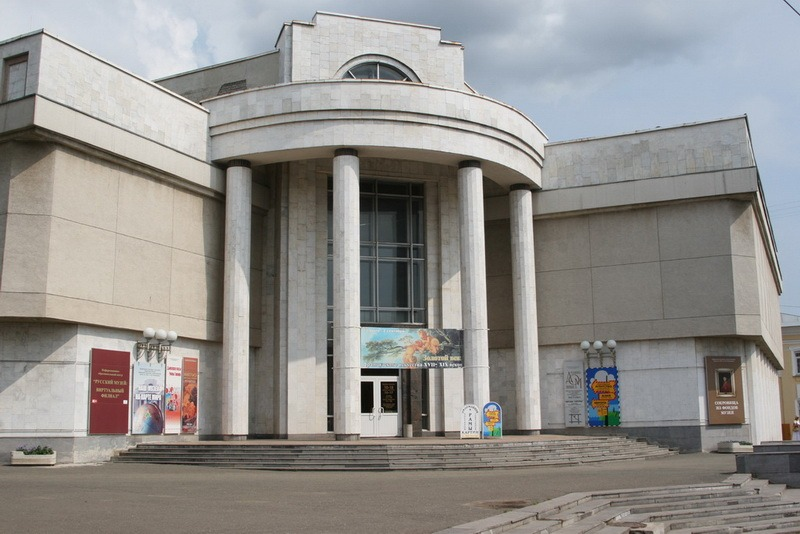
Вятский художественный музей

### Музеи
В городе действует около 38 различных музеев.

Старейшим художественным музеем России является Вятский художественный музей имени Васнецовых, он был основан в 1910 году. Идея его создания принадлежала уроженцам вятской земли братьям Виктору и Аполлинарию Васнецовым. Постоянную экспозицию составляет живопись И. Айвазовского, братьев Васнецовых, И. Шишкина, В. Сурикова, И. Репина и иных авторов, а также иные произведения культуры и искусства, фольклора Вятского края. Музей имеет несколько филиалов, расположенных в отдельно стоящих зданиях, и насчитывает свыше пятнадцати тысяч экспонатов.

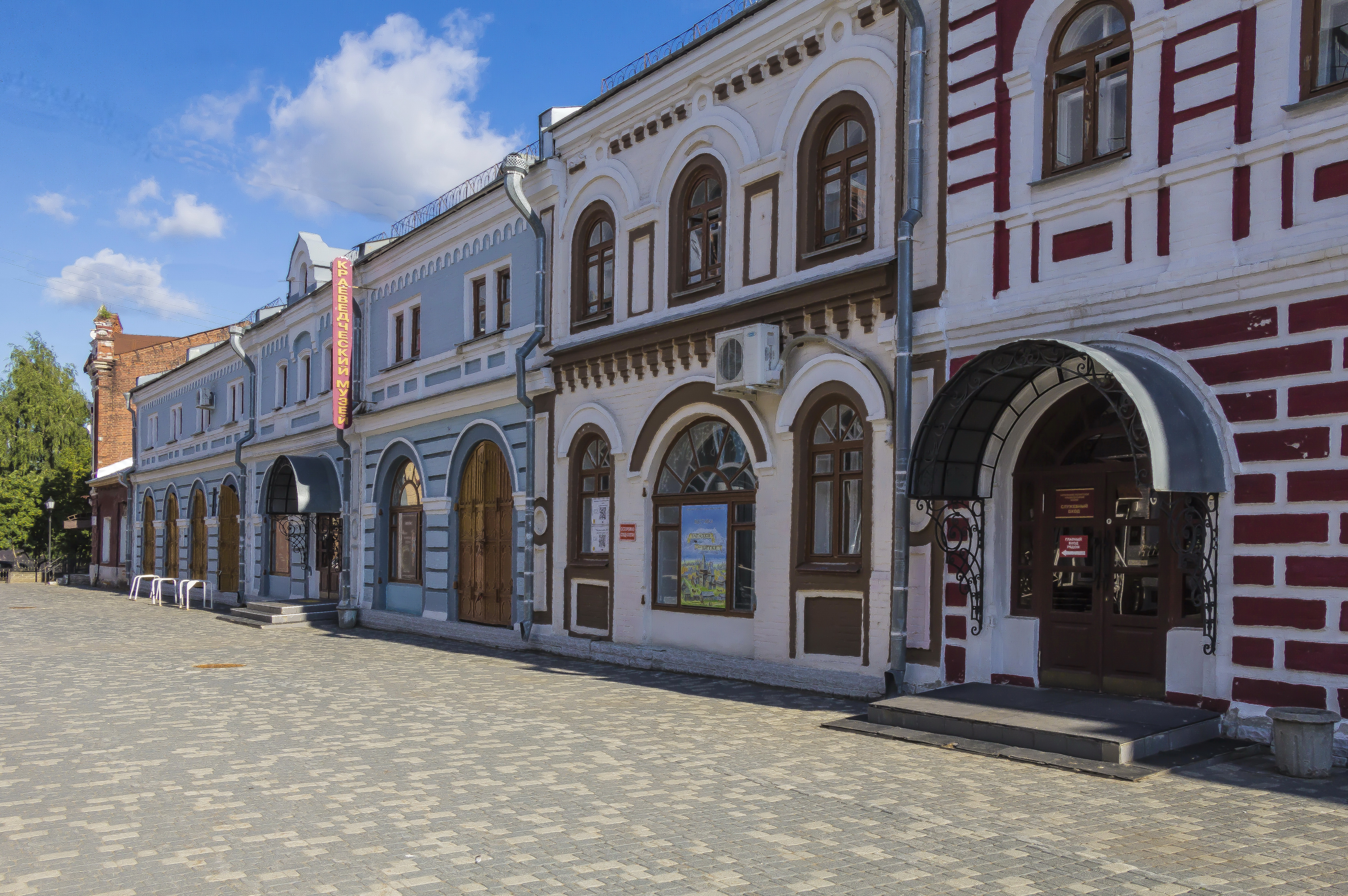
Краеведческий музей

Материалы Краеведческого музея посвящены истории и природе Вятского края, его флоре и фауне, а также коллекция редких минеральных и горных пород. Отдельно представлены различные экзотические животные. Отделение музея в «Приказной избе» представляет экспонаты из жизни разных слоев населения.
Экспозиция Палеонтологического музея касается истории развития жизни на Земле, здесь выставлено множество фигур исторических существ.

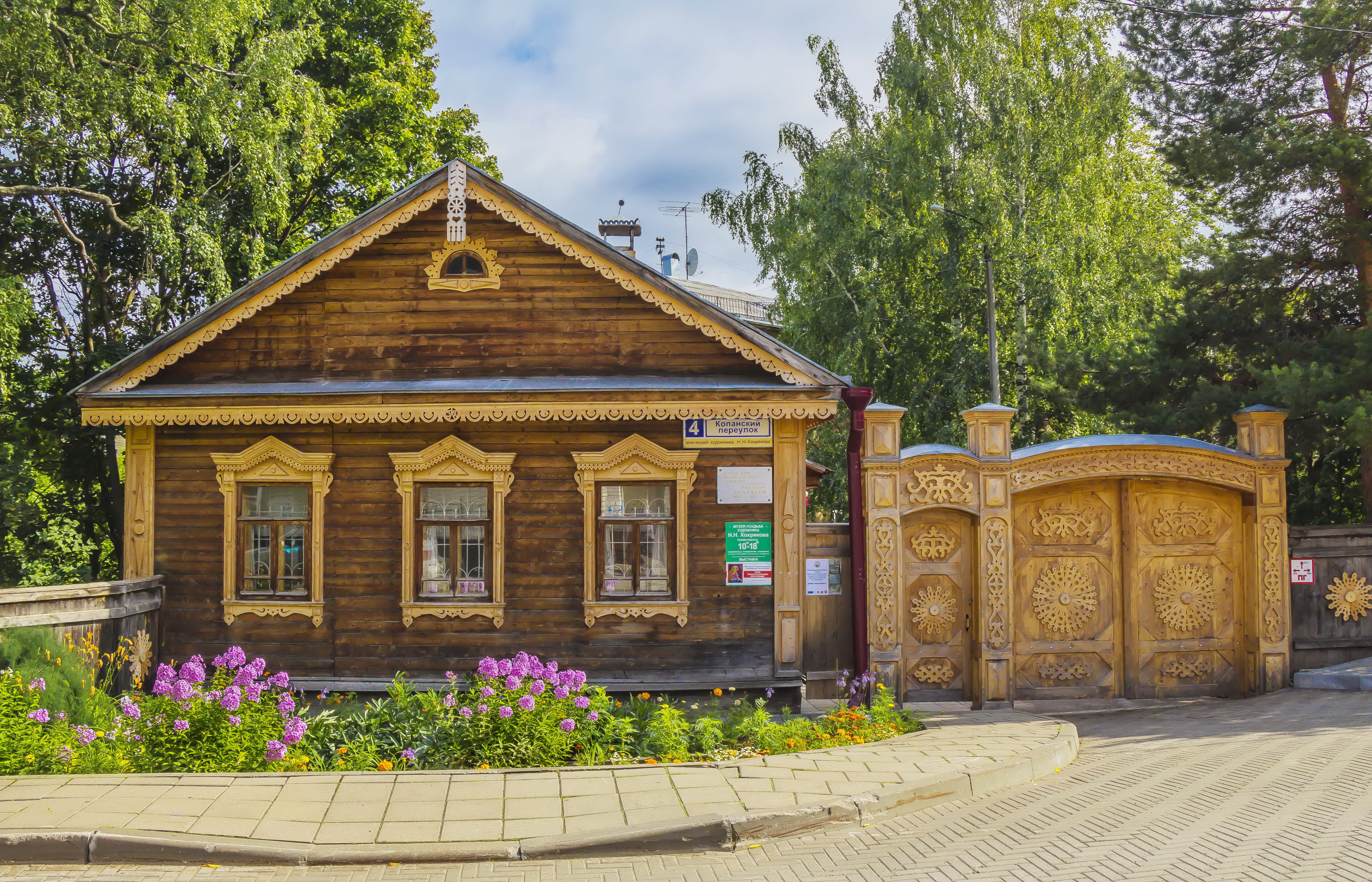
Музей-усадьба художника Хохрякова

Музей К. Э. Циолковского, авиации и космонавтики находится в комплексе из двух зданий, одно из которых является бывшим домом Циолковского. Представлено множество экспонатов на космическую тематику. Открыты интерактивные залы «Освоение космоса», «Пилотируемая космонавтика» и «Астрофизические явления», «Виртуальная космонавтика» и планетарий. Также открыт и другой городской планетарий.
Музейно-выставочный центр «Диорама» расположен в необычном месте — на вершине каскада прудов центрального парка. Основным композиционным центром полотна диорамы стало изображение революционных событий декабря 1917 года, происходивших в Вятке. Экспозиция рассказывает о дореволюционной Вятке, о жизни купцов и традициях провинциального губернского города.
Жизненному пути и быту известных людей живших на Вятке посвящены ряд музеев города. Дом-музей писателя М. Е. Салтыкова-Щедрина, Музей-усадьба художника Н. Н. Хохрякова и Музей писателя А. С. Грина находятся в исторических зданиях. Помимо перипетии судеб своих героев экспозиции музеев показывают условия жизни разных слоев народа в XIX—XX веках.
Экспозиция ряда музеев адресована различным отраслям человеческой деятельности. Музей железнодорожного транспорта и Музей истории народного образования рассказывают об истории развития и становления этих сфер общественной жизни.
Широко развита тематика посвященная различным блюдам и продуктам. Открыты музеи шоколада, леденцов, мороженного, в которых представлена история появления и развития соответствующих промыслов. Экспозиция Музея Вятского самовара рассказывает об истории кустарного и фабричного производства самовара, чайной торговли и чаепития.

### Театры
Старейшим театром города является Драматический театр, основанный в 1877 году. В театре идут спектакли по лучшим пьесам Аристофана, А. Н. Островского, Ф. М. Достоевского, А. П. Чехова, М. А. Булгакова, по прозе А. А. Платонова, И. А. Бунина. Украшают репертуар спектакли по зарубежной классике — пьесе Ж. Б. Мольера, прозе А. Дюма. Современная драматургия представлена именами Николая Коляды, Олега Богаева, Дмитрия Богославского, Ярославы Пулинович, Олега Михайлова, Юлии Тупикиной. Кроме того, театр проводит показы эскизов спектаклей по пьесам современных отечественных и зарубежных драматургов в формате творческой лаборатории и дискуссионного клуба.
В репертуаре Театра юного зрителя «Театр на Спасской» представлены спектакли для детей, молодёжи и взрослых. В репертуарной политике театра приоритет отдаётся классическим произведениям, лучшим образцам русской и зарубежной драматургии.
Кировский театр кукол имени А. Н. Афанасьева — один из старейших кукольных театров в России, основан в 1935 году. При поддержке театра проводится фестиваль «Вятка — Город Детства», который в 2016 году приобрел статус «международного». В рамках фестиваля кировские зрители могли видеть спектакли из Италии, Армении, а также из других регионов России.

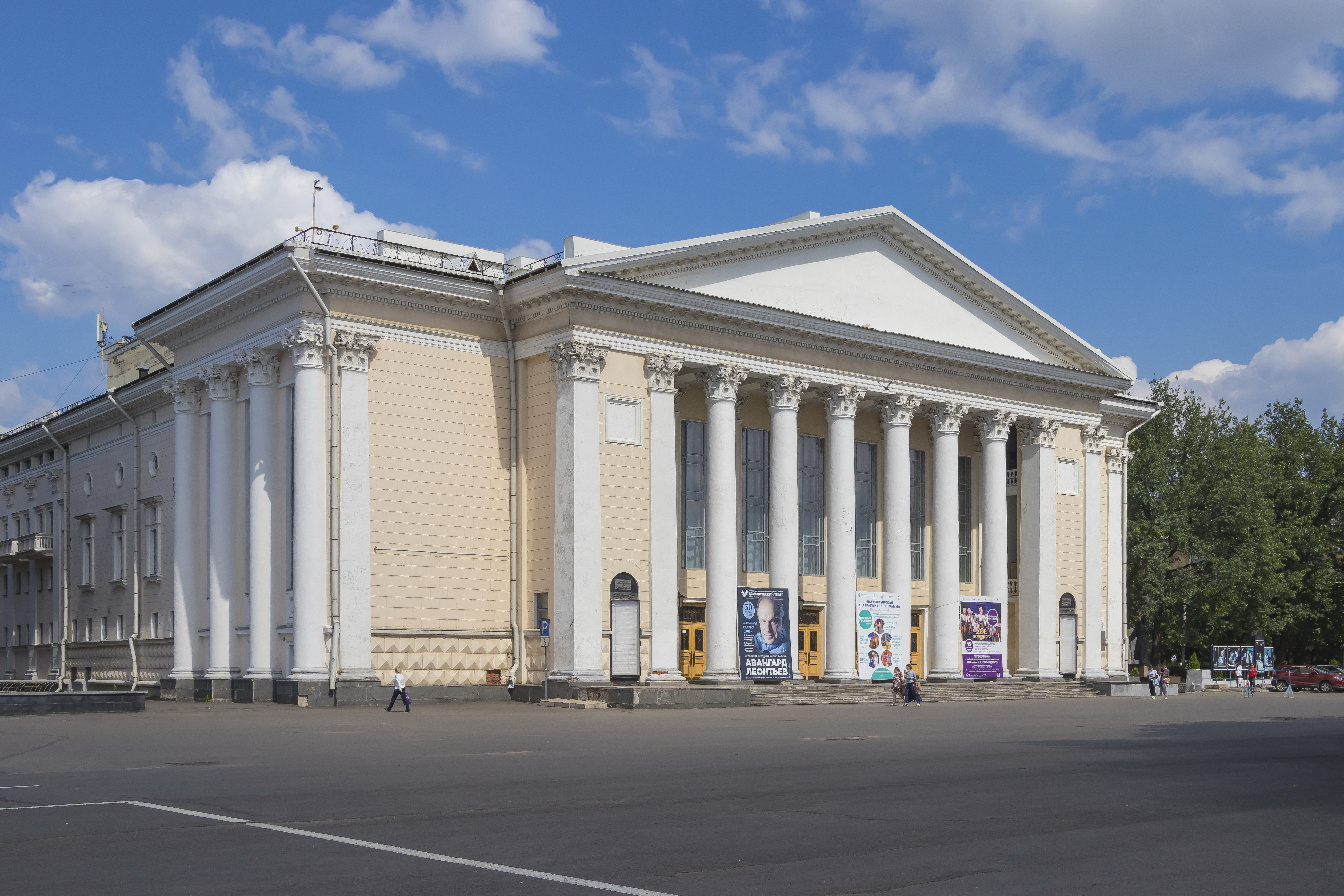
Драматический театр
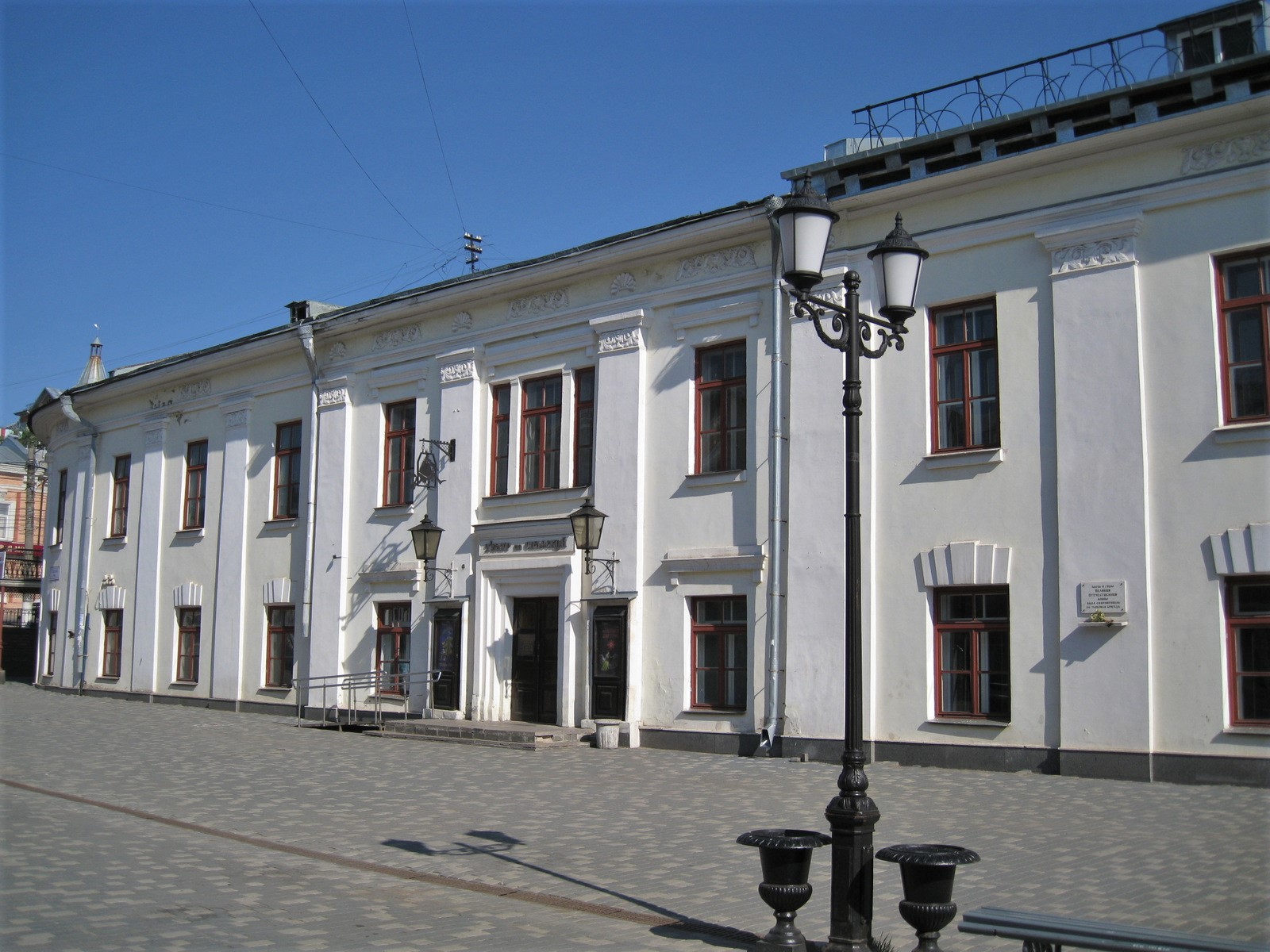
Театр на Спасской
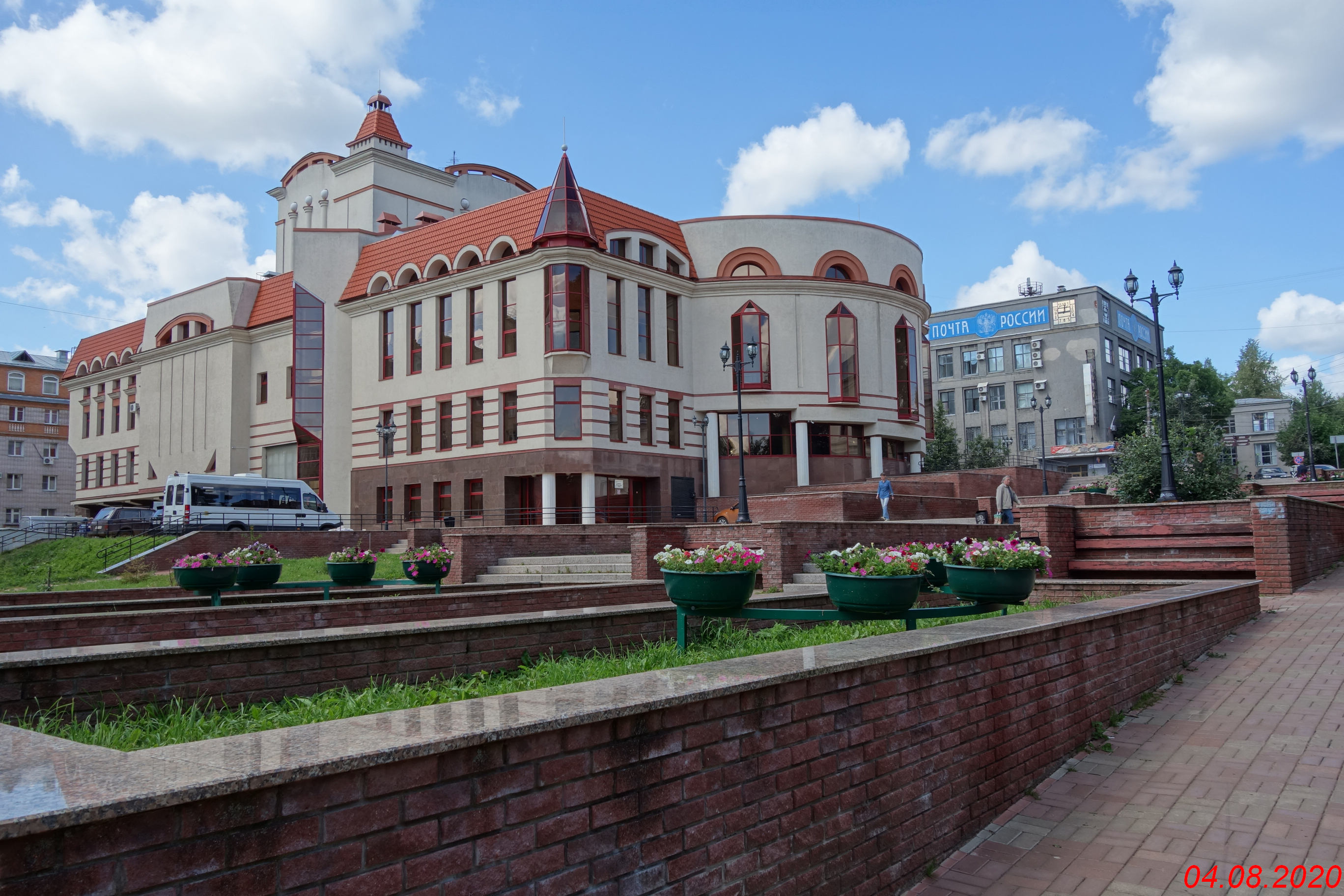
Театр кукол

### Библиотеки

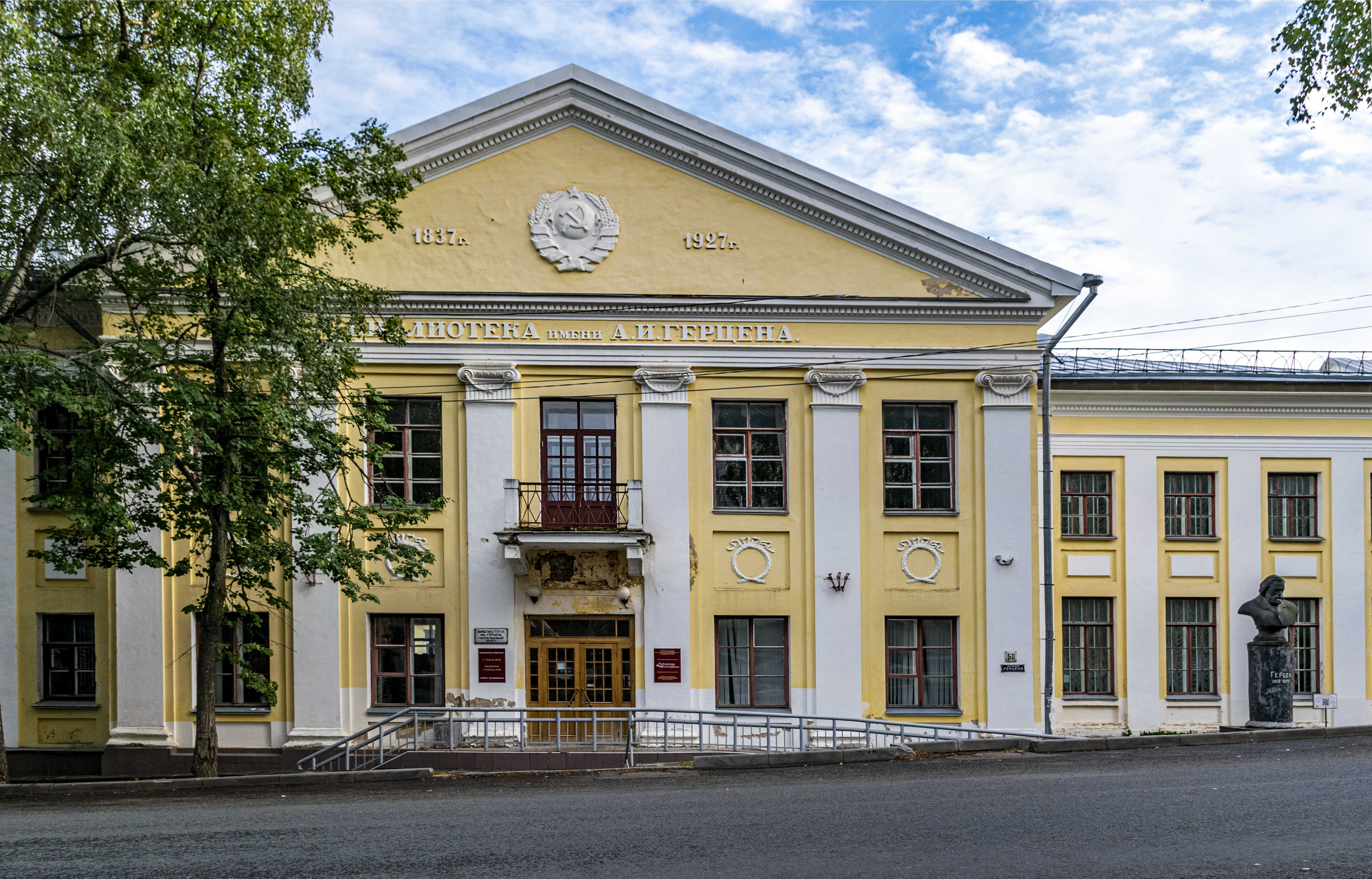
Библиотека имени Герцена

В городе действует около 28 библиотек. Центральной библиотекой области является Библиотека имени А. И. Герцена — одна из крупнейших и старейших в России. Одним из крупнейших фондов детской и юношеской литературы обладает Кировская областная детская библиотека им. А. С. Грина и Кировская областная юношеская библиотека. Также существует Кировская областная специальная библиотека для слепых. Весомый размер имеет библиотечный фонд Центральной городской библиотеки им. А. С. Пушкина, Библиотеки для детей и юношества Альберта Лиханова, Библиотеки для детей имени Л. В. Дьяконова и Библиотеки имени О. М. Любовикова.

### Цирк
Кировский государственный цирк расположен на территории центрального парка и был основан в 1977 году. Здание оснащено современной техникой и может принять любую программу: цирк на льду, цирк на воде.

### Мероприятия
- Международный фестиваль «Сказочные игры на Вятке» — проводится с 2012 года. В рамках фестиваля — парад сказочных героев из разных стран, конкурсы, концертные программы, мастер-классы, а также мероприятия для помощи детям с ограниченными возможностями и попавшими в трудную жизненную ситуацию[130].
- Фестиваль искусств «Дни романтики на Вятке» — проводится с 2015 года. В рамках фестиваля — различные мероприятия для любителей искусства, проходящие в течение недели на площадках культурных учреждений города (библиотеки, музеи, центры отдыха). Обязательная составляющая фестиваля — вручение Премии Губернатора Кировской области в номинации «Премия имени Александра Степановича Грина»[131].
- Международный фестиваль «Вятка — город детства» собирает лучшие театральные спектакли, поставленные режиссёрами разных школ и направлений. Ежегодно на фестиваль приезжают представители регионов России, иностранных государств.
- Фестиваль симфонических оркестров России «Симфония над Вяткой» представляет любителям музыкального искусства творчество ведущих симфонических оркестров России, а также одного из лучших коллективов Вятского региона — Вятского губернского симфонического оркестра имени В. А. Раевского.

### Парки
- Александровский сад

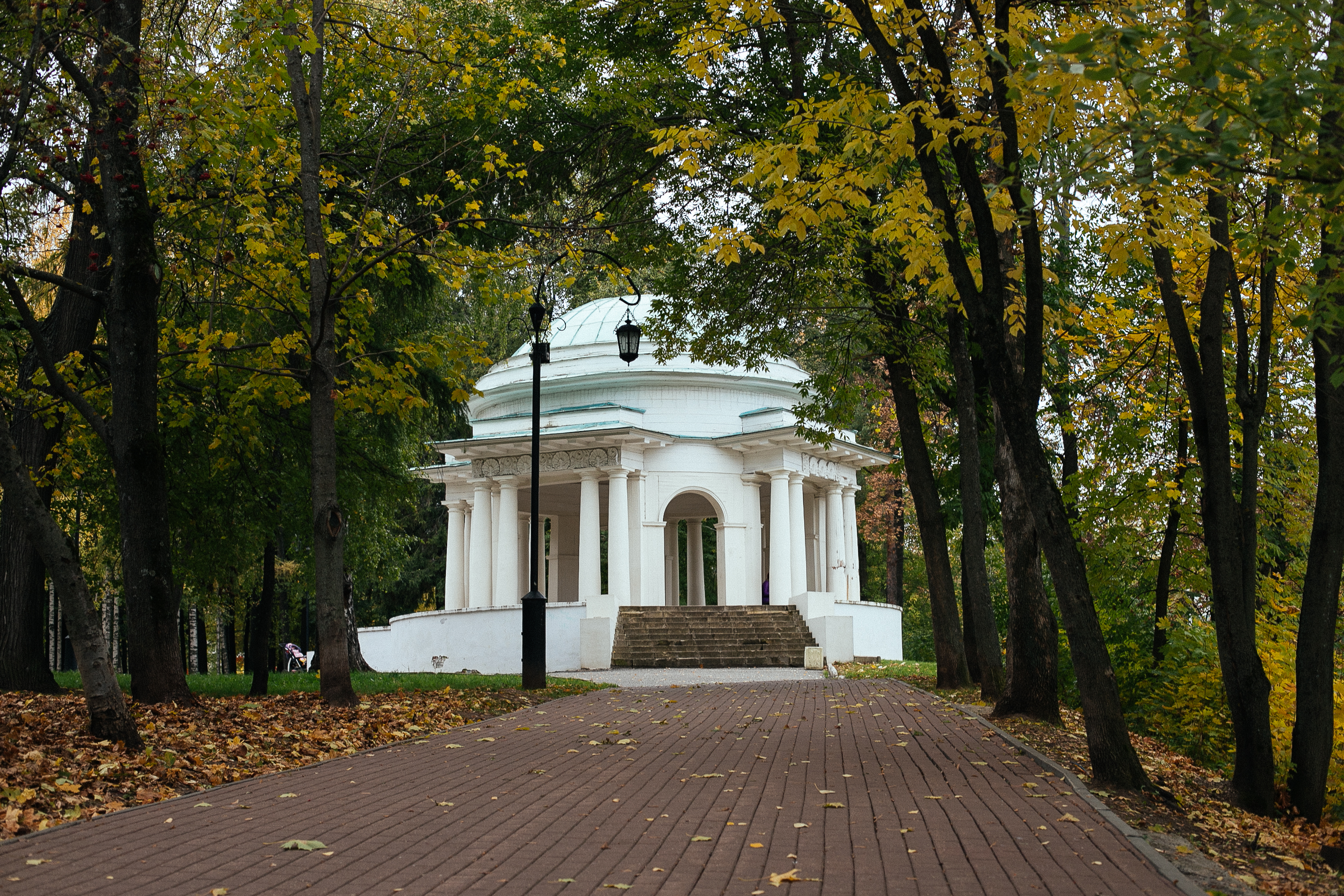
Ротонда Александровского сада

Старейший парк в городе. Назван в честь императора Александра I, который посетил Вятку во время своего правления. С сада открывается чудесный вид на реку Вятку. Визитной карточкой сада являются белые ротонды, расположенные на краю оврага.
- Парк имени С. М. КироваКаскад прудов в центральном парке

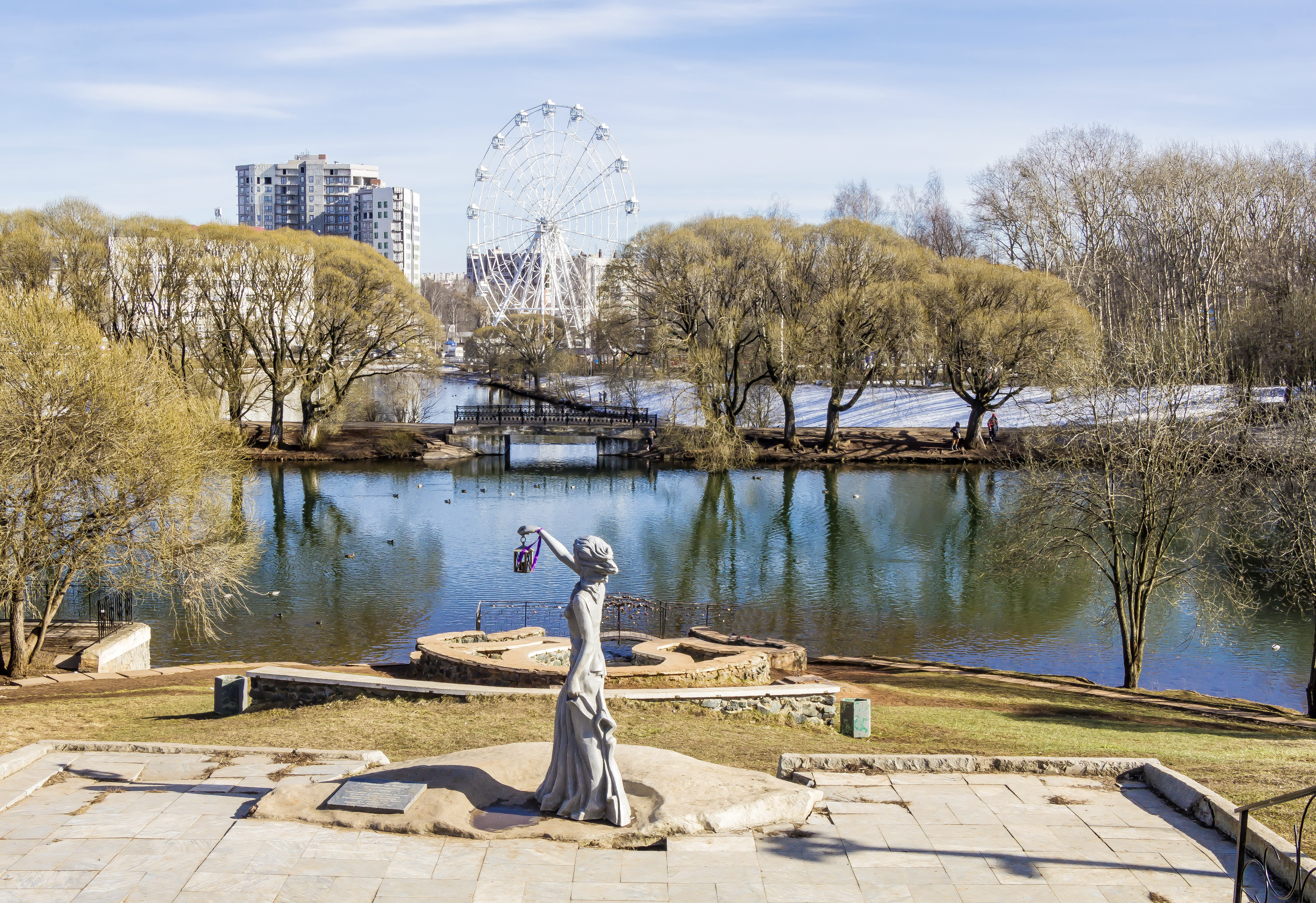
Каскад прудов в центральном парке

Центральный парк, одно из любимых мест отдыха кировчан. Занимает огромную территорию, целый квартал посреди города. Здесь находится Кировский цирк, комплекс аттракционов, включающее кировское кольцо обозрения, спортивные сооружения.
Главной отличительной особенностью парка является искусственно созданная каскада прудов, над которой возвышается Диорама — здание исторического музея.
- Гагаринский парк

Находится в центре города на месте территории бывшего вятского Александро-Невского собора. После сноса храма, на его месте было построено здание Вятской Филармонии — центрального художественного и концертного заведения города. На окружающей филармонию территории был разбит парк, названный в честь Ю. А. Гагарина.
- Сквер им. 60-летия СССР

Расположился в низине одной из частей оврага Засоры, проходящего через всю центральную часть города. Ввиду своего расположения сквер отличают грамотно использованные перепады ландшафта, в глубине которых расположился большой фонтан.
Оформление сквера посвящено романтической тематике произведений А. С. Грина.
- Ботанический сад ВятГУ

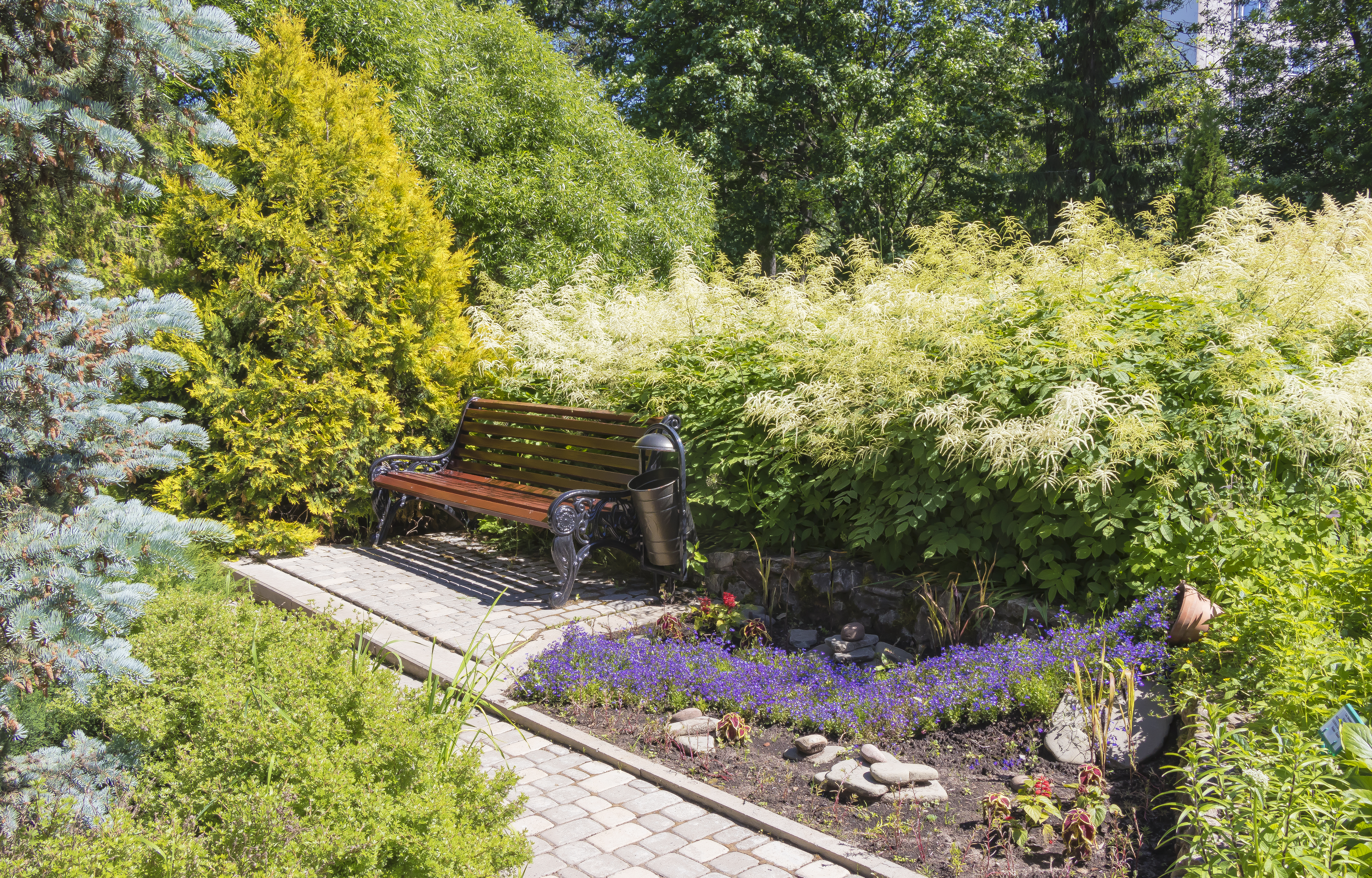
Ботанический сад

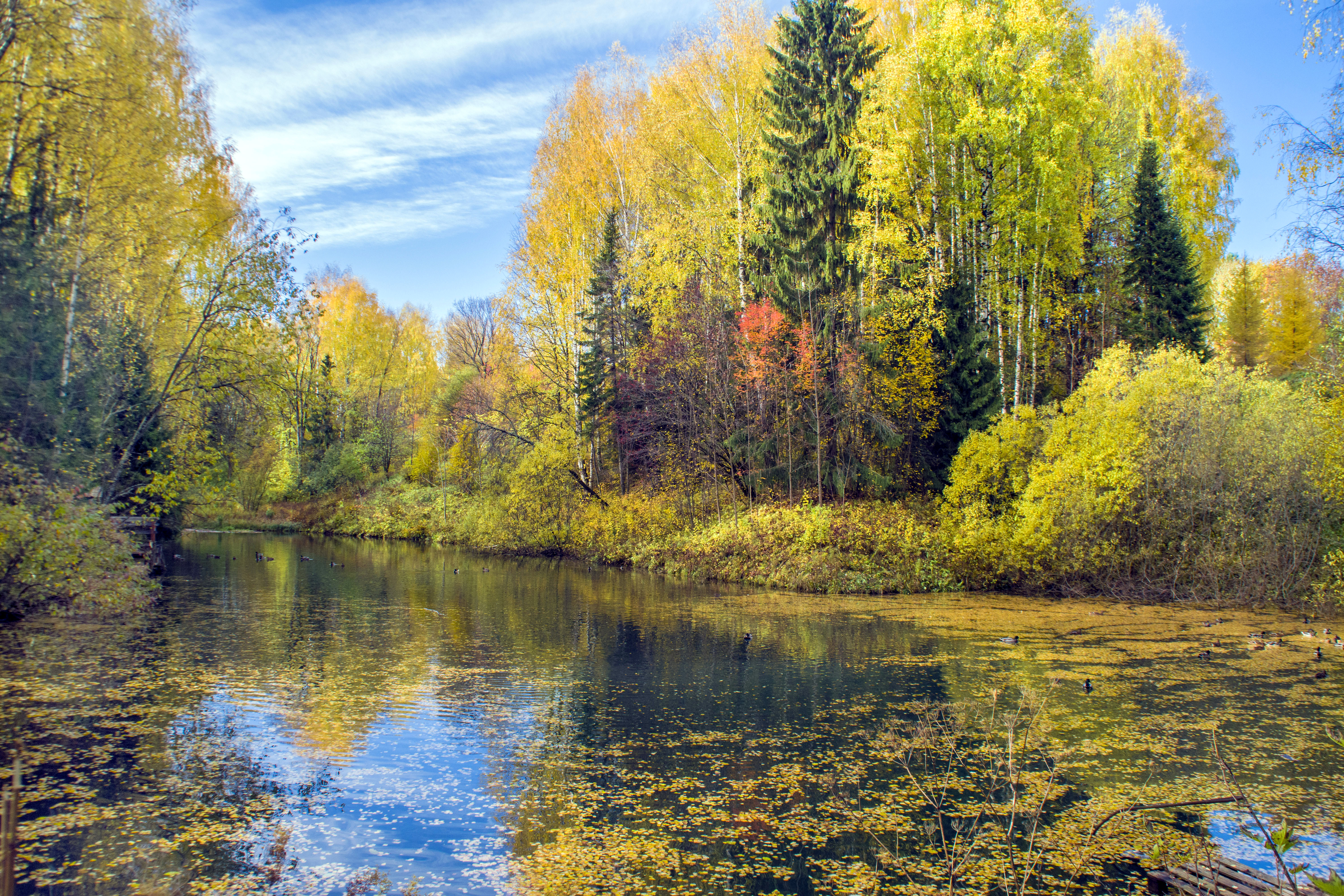
Дендропарк

Также находится в низине оврага. История сада насчитывает более 100 лет. Здесь студентами и преподавателями Вятского университета собираются разнообразные экспозиции, в том числе посвященные Кавказу, Дальнему Востоку и Северной Америке.
- Парк Победы

На месте нынешней территории парка находилась деревня Пахомье, множество жителей которой отдали свои жизни на полях сражений в годы Великой Отечественной войны. В память о подвиге жителей деревни на её месте в 1962 году было предложено разбить парк. Идея была реализована в 1970 году, тогда появились аллеи, воздвигнута памятная стелла, под которой был зажжен вечный огонь.
В 2010 году, в честь героев-жителей деревни был установлен мемориальный знак, на котором увековечили их имена, рядом с них установили барельеф, посвященный в честь Г. П. Булатова, уроженца Кировской области, который одним из первых в мае 1945 года водрузил советский флаг над рейхстагом. В 2015 году в парке соорудили аллею памяти, в начале которой установлено четыре бюста маршалов России: Соколова, Говорова, Вершинина и Конева.
- Дендропарк лесоводов

Крупный лесопарк вдали от основной части города, площадью около 500 тысяч квадратных метров. На территории дендропарка находятся деревья и кустарники с разных уголков мира: из Дальнего Востока, Северной Америки, Кавказа, Средней Азии, Японии. Всего здесь находится около 180 видов высших растений. Животный мир представлен 440 видами животных. По всему парку проложены дорожки и мосты, поставлены беседки и скамейки.
- Заречный парк

Расположен на правом берегу Вятки, напротив исторического цента и обрамлен течениями реки.
- Кочуровский парк

Парк в Юго-западном микрорайоне, находится за площадью маршала Конева и фермерским рынком. Расположен на месте ранее существовавшей городской слободы Кочуровы, последние дома которой стояли вплоть до 90-х годов.
В процессе застройки микрорайона, свободный участок зеленых насаждений стал использоваться как парк. В северной его части стихийно образовался фермерский рынок, который позже приобрел собственное здание. В конце 2010-х годов был благоустроен, были разбиты аллеи, появилась сцена и фонтан. При парке существуют спортивные сооружения: спортивная школа олимпийского резерва, школа плавания.
- Парк им. 50-летия ВЛКСМ (территория «Дворца пионеров»)

Выделяется уникальным памятником советского модернизма с пирамидальной красной крышей в виде пионерского галстука. Авторская входная группа и архитектурные объекты подчеркивают этот стиль. Рядом с дворцом находится мемориальный комплекс, посвященный подвигу кировчан на полях сражений времен гражданской и Великой Отечественной войн.
- Парк «Аполло»

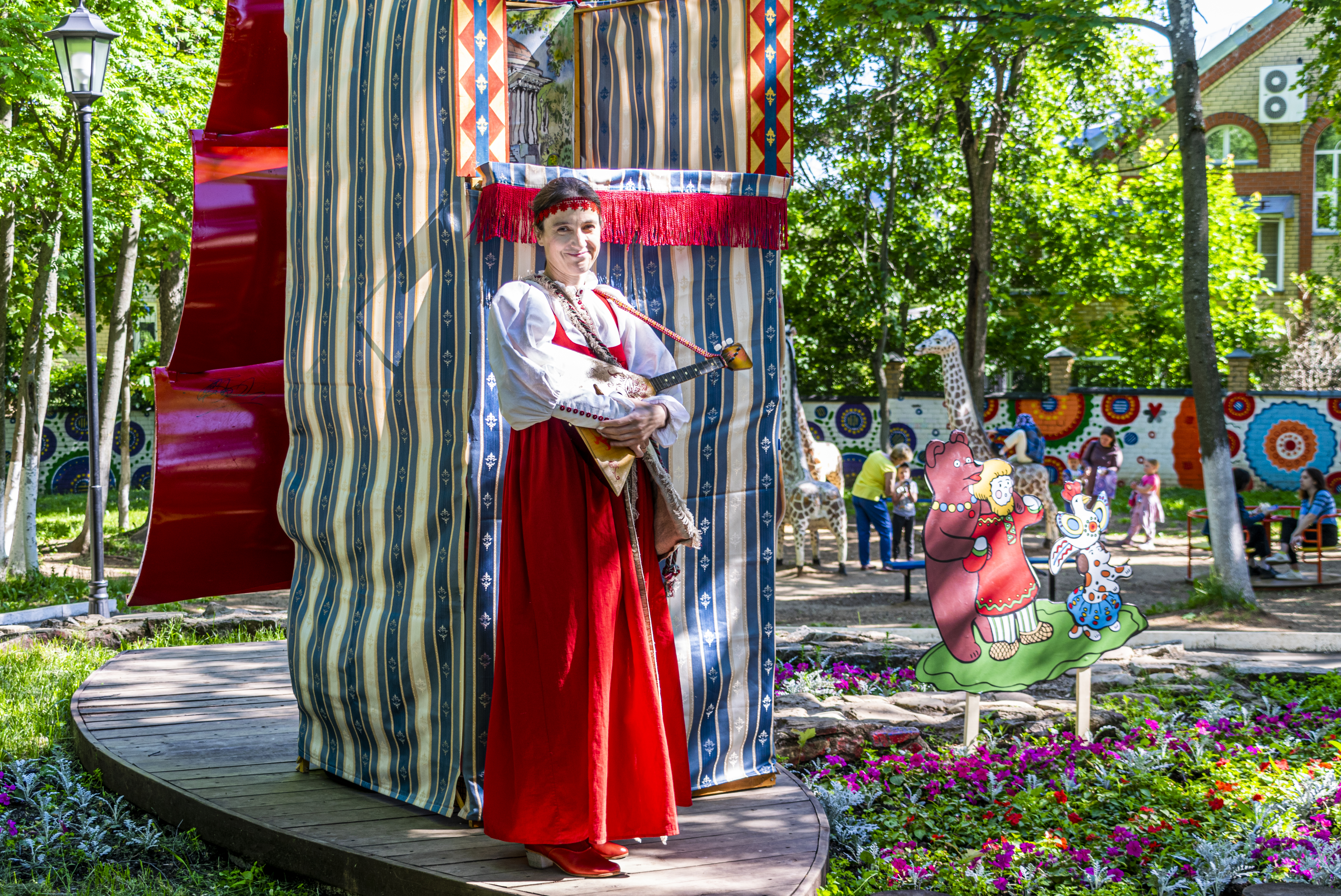
Аполло

Впервые парк возник в конце XVIII века как сад при купеческой усадьбе Калининых. В 1874 году бывшая усадьба перешла во владение окружного суда, а зелёная зона оказалась в ведении городской Управы — здесь был организован публичный городской сад. В 1894 году стараниями нового владельца А. А. Прозорова сад изменил концепцию — он стал предназначаться для детей. Здесь происходило «показывание движущихся туманных картин», был открыт кинотеатр «Аполло», от которого сад и получил своё название. Свою концепцию он сохраняет и сегодня. Здесь находится множество скульптур, игровых и спортивных построек. Часто на территории парка проходят культурные мероприятия. Также сегодня на территории парка «Аполло» сохранился фрагмент посадского оборонительного вала XVII века, который ранее представлял собой земляную насыпь, охватывающую весь Хлыновский посад.

## Вятские промыслы

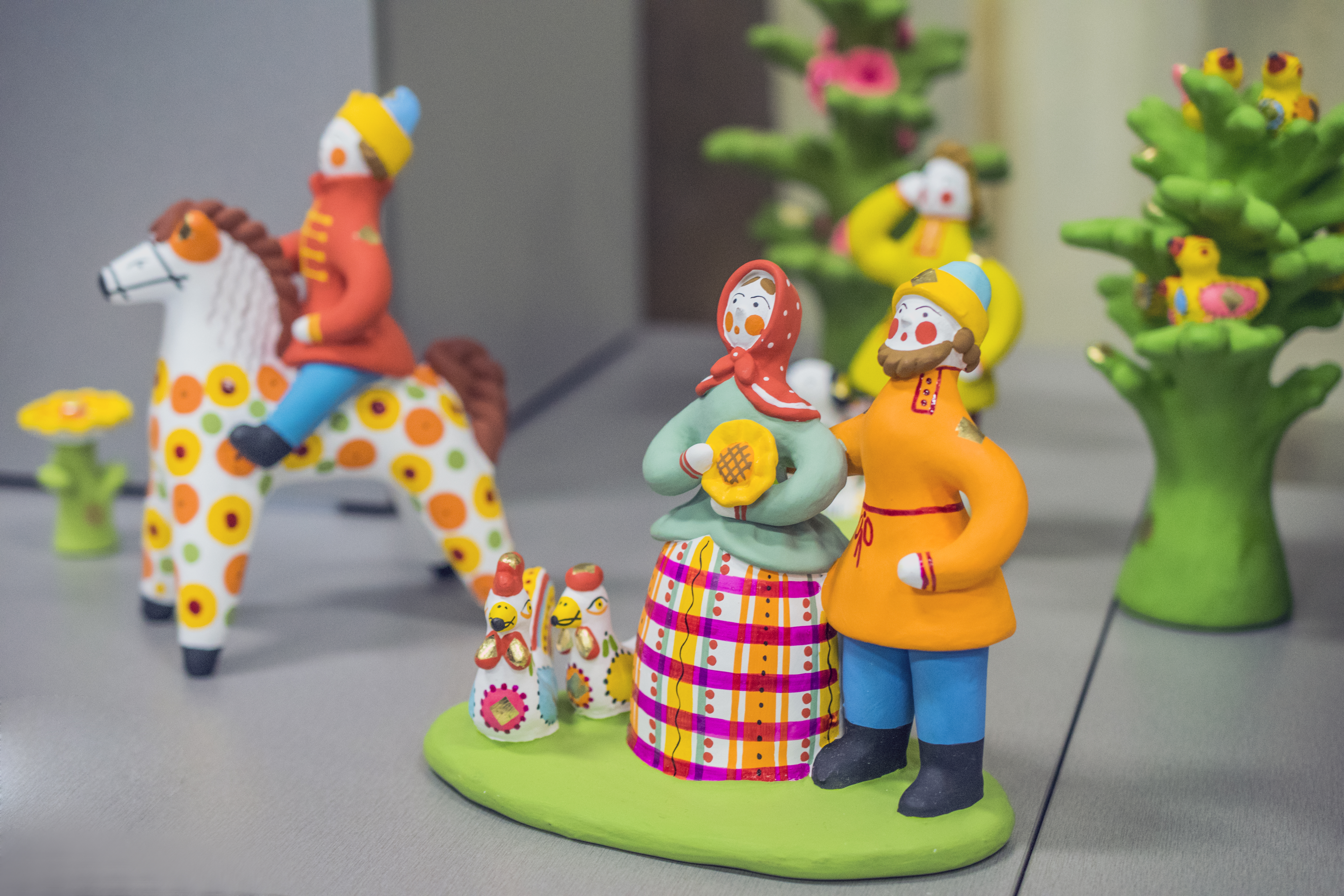
Дымковская игрушка

Визитной карточкой города являются различные народные промыслы, благодаря которым город знаменит по всей и России и миру.
Один из главных промыслов — дымковская игрушка. Возник в заречной слободе Дымково, ныне входящей в городскую черту Кирова. Каждая игрушка является уникальной, с ней работает от начала и до конца один мастер. Ей характерна пластика, простота узоров и яркость палитры. Наряды дымковских нашли отражение в коллекциях современных модельеров одежды. Мотивы дымковского орнамента были использованы на церемонии открытия зимних Олимпийских игр 2014 года в Сочи.
Резьба по капа-корню, по одной из версий, пришла на Вятку в XVIII веке. Изделия из древесины капа отличаются своей необычностью и ценятся за свою красоту и редкость. В результате могут получиться различные полезные предметы: портсигары, порт-папиросы, порт-табаки, визитницы, пресс-папье, обложки для фотоальбомов и блокнотов, шкатулки, ящички и сундучки.

## Спорт

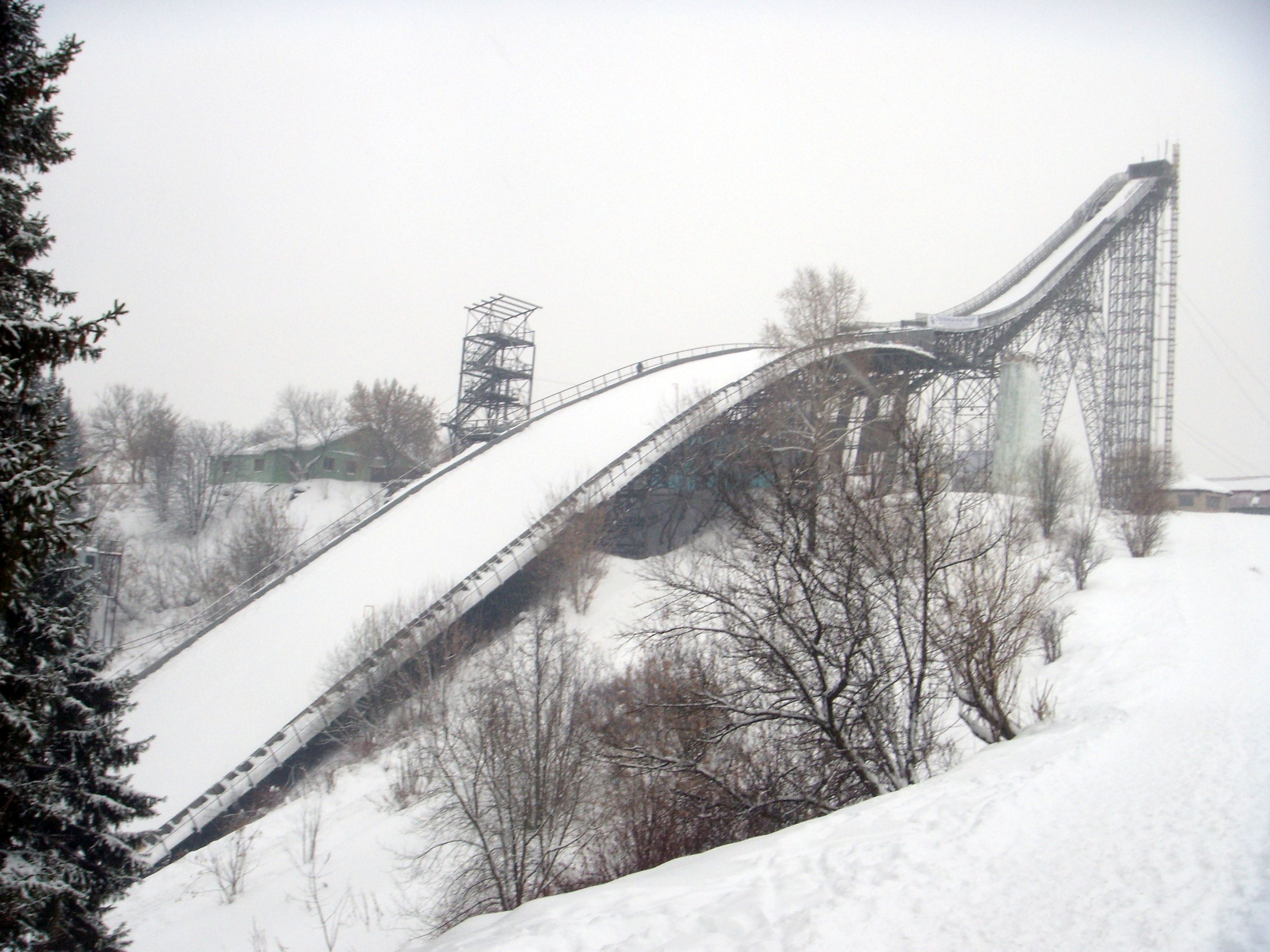
Кировский трамплин, бывшая площадка для проведения Всероссийских соревнований по прыжкам на лыжах с трамплина

Киров — один из спортивных центров России. Спортсмены Кирова регулярно становятся чемпионами мира, победителями и призёрами этапов Кубка мира, победителями и призёрами первенств России и всероссийских соревнований.
Всего в городе расположено 1100 спортивных сооружений, в том числе 8 стадионов с трибунами, 264 спортивных залов и 26 плавательных бассейнов.
Киров имеет профессиональные спортивные клубы по многим видам спорта:
- Клуб по хоккею с мячом «Родина», играет в Суперлиге, бронзовый призёр Чемпионата России 2005—2006 годов.
- Футбольный клуб «Динамо», победитель 4-й группы Второй Лиги Дивизиона Б 2024 год
- Мужской волейбольный клуб «Динамо-ВятГУ».

## Здравоохранение
Завод по переработке плазмы крови ФГУ «Росплазма» — крупнейший в России и Европе. Строительство началось в 2005 г, но 2009 году было приостановлено. По состоянию на 2020 год успешно функционирует.

## Средства массовой информации

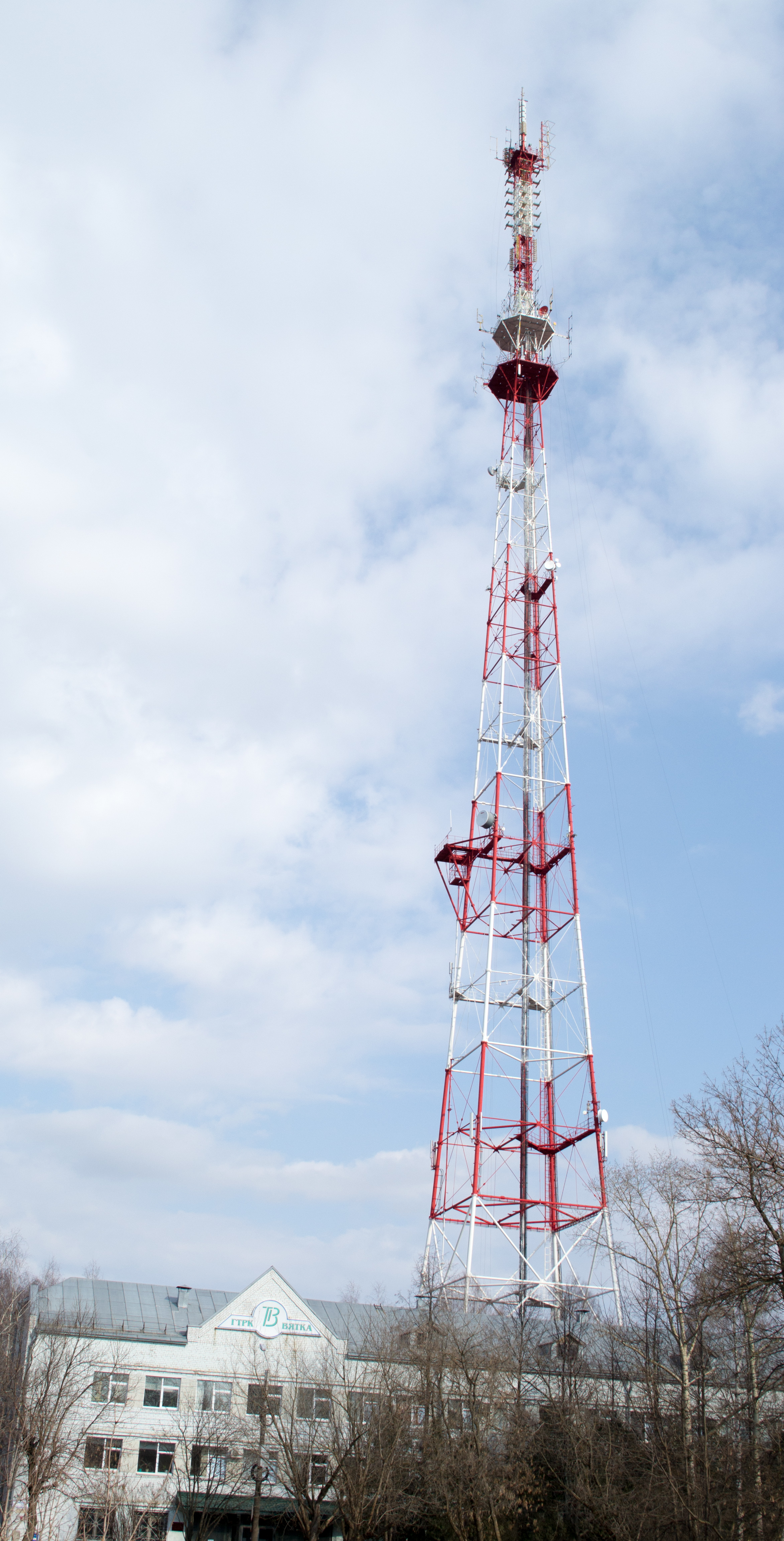
Телевизионная башня в Кирове

### Телевидение
Вещание ТВ и радио осуществляет Кировский радиотелецентр РТРС.
Региональное телевидение в Кирове и области представлено следующими компаниями:
- ГТРК «Вятка» (региональные врезки на телеканалах Россия-1 и Россия-24, а также интернет-канал Вятка-24)

- Девятка-ТВ (как отдельный телеканал, а также в виде региональных врезок на телеканале ОТР)

- Первый городской канал в Кирове

### Газеты и журналы
В рейтинге СМИ 75 крупнейших городов России Киров занял 32-е место по совокупному еженедельному тиражу общественно-политических печатных СМИ (425 000 экз.) и 15-е место по «доступности негосударственных СМИ».
- Аргументы недели
- Всем
- Вятский край
- Вятский наблюдатель
- Вятский епархиальный вестник
- Кировская правда

Литературно-художественные издания
- ежемесячный журнал «Ротонда»
- ежегодный альманах «Вятка литературная»
- альманах «Вятский свистун»

Региональные вкладки общефедеральных изданий
- Аргументы и факты — Вятка
- Из рук в руки — Кировский выпуск
- Комсомольская правда в Кирове
- ProГород — Киров
- Эфир (бывший Вести. Вятка)

## Города-побратимы
- Седльце (Польша)[141][уточнить ссылку].
- Гомель (Беларусь) (с 25 ноября 2023 года)[142].